# Закрытая школа
«Закры́тая шко́ла» — российский телесериал в жанре мистического триллера с элементами криминальной драмы. Является адаптацией испанского телесериала «Чёрная лагуна», однако некоторые сюжетные линии в «Закрытой школе» оригинальны и не имеют аналога. Телесериал снимался компанией «Амедиа». Пилотные названия телесериала — «Интернат» и «Лес».
Премьера телесериала на телеканале «СТС» состоялась 11 апреля 2011 года. 14 ноября 2012 года вышла последняя серия, а 15 ноября — фильм о фильме «Закрытая школа».

## О сериале
Сериал рассказывает о жизни учеников и преподавателей элитной школы-пансиона «Логос», расположенной в старинной усадьбе посреди мрачного, но живописного леса. В их замкнутом мире все переживания намного острее, чем в обычной школьной жизни.
Сама школа расположена в старинной дворянской усадьбе в Подмосковье, построенной почти 200 лет назад графом Щербатовым. После Октябрьской социалистической революции и до конца Великой Отечественной войны усадьба пустовала. С 1945 по 1953 годы здесь размещался спецприёмник для детей «врагов народа». Затем с 1953 до 1980 года в ней стал работать детский дом № 8. После его закрытия усадьба снова пустовала почти 20 лет. В конце 1999 года здание было выкуплено под частную элитную школу-пансион, в которой в наши дни и разворачивается действие сериала.
В истории, на протяжении всего сериала, фигурируют одиннадцать основных персонажей. По ходу сюжета выясняется, что у каждого из них есть свои тайны и скелеты в шкафу.

### Сюжет
Зимой 2010—2011 учебного года в «Логос» приезжают учиться Андрей и его младшая сестра Надя. Им было сообщено, что их родители погибли. Однако Андрей в это не верит, ведь тела не были найдены (сомнения по этому поводу позже оказываются оправданными: родители живы, но где они — это предстоит выяснить Андрею). Опекуном назначают Виктора Полякова (именно он в конце 1999 года основал на месте бывшего детского дома школу-пансион «Логос»). Очень скоро Андрей узнаёт, что в этой школе полно страшных секретов и происходящие здесь события каким-то образом связаны с его семьёй, включая деда. Вместе со своими новыми друзьями Дашей, Викой, Максом, Ромой, Тёмой, Юлей, а затем и с Лизой, он пытается добраться до истины. Но правда окажется слишком жестокой: ребят будет ждать много испытаний, которые им придётся пройти, и предательства, и смерти, и неожиданные повороты событий.

### Предыстория
Группа немецких учёных в 1945 году, когда советские войска вошли в Берлин, смогла перебраться в СССР. Здесь они создали секретную лабораторию для проведения экспериментов над людьми. Цель этих опытов — создание идеального человека. Источником биологического материала стали детдомовцы, а местом проведения незаконных опытов — бункер (подземелье детского дома). Все опыты (с 1945 по 1953 годы) производились поначалу в неофициальном месте — спецприёмнике, затем (с 1953 по 1980 годы) опыты проводились в официально открывшемся детском доме № 8. Данный проект получил название «Gemini» («близнецы» на латыни).
А в начале 1990-х была создана фармацевтическая компания «Ingrid». Лекарства в этой фирме производятся на основе экспериментов, проводимых над детьми. Главный отдел этой компании расположен на нижнем уровне подземелья школы, который был построен вместе с открытием школы-пансиона «Логос» в 1999 году.
В 2012 году нацистам удалось создать вирус, который может уничтожить всех, по их мнению, «неполноценных» людей. Одновременно с этим, в том же году была создана вакцина от этого вируса.

## В ролях

### Сотрудники элитной школы-пансиона «Логос»
- Антон Хабаров — Виктор Николаевич Поляков (настоящее ФИО — Исаев, Игорь Алексеевич), 42 года, директор «Логоса» (1—10, 105—121 серии), завуч (10—79 серии), учитель русского языка и литературы, брат Ирины Исаевой (1—4 сезоны). Часть своего детства жил и учился в детском доме №8, затем всю жизнь — тщательно скрывал этот факт. Является братом Ирины Исаевой, искал её всю жизнь, так как в детстве не смог остаться с ней в детском доме, и не приехал, чтобы забрать её оттуда. Он основал частную школу-пансион «Логос» и стал её директором. Отказался от должности директора после гибели Артёма Калинина. Таким образом он надеялся предотвратить исключение и стал простым учителем русского языка и литературы и основателем школы «Логос».
- Татьяна Васильева — Галина Васильевна Смирнова, 66 лет, заместитель директора по хозяйственной части, бабушка Дениса (1—4 сезоны).
- Ксения Энтелис — Елена Сергеевна Крылова, 38 лет, завуч (1—10 серии), директор «Логоса» (в сериях 10—58, 78—105), учительница истории. Сестра-близнец Егора. Влюблена в Виктора Полякова, также встречалась с Павлом Лобановым, Петром Морозовым (1—4 сезоны). Умерла от нацистского вируса в 129 серии.
- Михаил Сафронов — Павел Петрович Лобанов, 35 лет, учитель физкультуры, с 3 сезона — агент «Князя» (1—4 сезоны).
- Марина Казанкова — Анна Михайловна Ольшанская, 32 года, учительница начальных классов, сотрудничала с «Ingrid». Встречалась с Павлом Лобановым, затем — с Андреем Авдеевым (1—4 сезоны). Умерла в 117 серии от травмы, нанесённой Вадимом Уваровым.
- Прохор Дубравин — Владимир Соколов (настоящее ФИО — Шевцов, Илья Иванович), 33 года, шеф-повар, агент «Князя» (1—4 сезоны).
- Юлия Агафонова — Мария Владимировна Вершинина, 32 года, биологическая мать Максима Морозова, уборщица. Возлюбленная Владимира Соколова, ранее была влюблена в Виктора Полякова (1—4 сезоны).
- Михаил Ремизов — Константин Викторович Войтевич (настоящее ФИО — Хельмут фон Хаммер), 74 года, учитель биологии с детдомовских времён, нацист, после предательства стал мстить нацистам (1—4 сезоны). Умер от ранения, нанесённого Петром Морозовым в 133 серии.
- Александр Яцко — Пётр Алексеевич Морозов, 46 лет, бизнесмен, председатель попечительского совета «Логоса», директор «Логоса» (в сериях 58—78 и 121—129), приёмный отец Максима Морозова, акционер «Ingrid» (1—4 сезоны). Убит Виктором Поляковым в 134 серии.
- Пётр Кислов — Вадим Юрьевич Уваров, 28 лет, брат-близнец Антона Уварова, нацист, сотрудник «Ingrid», учитель физкультуры (3—4 сезоны). Застрелился в 120 серии, узнав, что без брата не выживет.
- Константин Стрельников (1 сезон) / Николай Сердцев (2 сезон) — Дмитрий Валерьевич Каверин (Кубик-Рубик), 34 года, учитель математики, сотрудник проекта «Gemini» (1—2 сезоны). В 34 серии был заживо похоронен Константином Войтевичем за провал в задании, в гробу смертельно отравился анатоксином.
- Максим Радугин — Кирилл Евгеньевич Воронцов (настоящее ФИО — Васильев, Кирилл Евгеньевич, ФИО при рождении — Арефьев, Кирилл Юрьевич), 36 лет, отец Мити, завуч (с 79 серии), учитель математики (2—4 сезоны). Убит Вадимом Уваровым в 120 серии.
- Иван Гордиенко — Иван Савельевич Афанасьев, 76 лет, учитель истории и географии с детдомовских времён (1 сезон). Убит Лжептицыным в подземелье в 3 серии.
- Поля Полякова — Нелли Алексеевна Каминская, 30 лет, учительница истории, агент «Князя» (2 сезон). Умерла от ранения, нанесённого агентом нацистов в 38 серии.
- Анна Носатова — Вера Дмитриевна Назарова, 31 год, учительница истории, ясновидящая, агент «Князя». Влюблена в Кирилла Воронцова (3 сезон). Погибла в лифте при взрыве подземелья в 104 серии.
- Анастасия Бусыгина — Яна Николаевна Токарева, 40 лет, учительница биологии, старший следователь полиции по особо важным делам под прикрытием (3 сезон). Убита Вадимом Уваровым в 103 серии.
- Александр Никитин — Анатолий, 34 года, помощник Галины Васильевны по хозяйственным делам, биологический отец Максима Морозова (2 сезон). Умер от ранения, нанесённого отчимом Юлии Самойловой в 60 серии.
- Максим Виноградов — Никита Михайлович Ольшанский, 30 лет, брат Анны Ольшанской, руководитель кружка изобразительного искусства (2—3 сезоны). В 77 серии совершил самоубийство, пытаясь помочь сестре, которая работала на нацистов из-за него.
- Анна Скиданова — Полина Александровна Мальцева, 29 лет, учительница бальных танцев, сотрудница «Ingrid» (3—4 сезоны). Выжила после самоубийства, но в 132 серии программа функционирования её мозга дала сбой.
- Юлия Рудина — Тамара Алексеевна Славина (настоящее имя — Светлана Остапенко), 38 лет, школьный врач, сотрудница «Ingrid». Возлюбленная Виктора Полякова (3 сезон).
- Евгения Лоза — Лариса Андреевна Одинцова, 35 лет, вирусолог, новый школьный и военный врач, сотрудничала с «Ingrid». Возлюбленная Виктора Полякова (4 сезон).

### Ученики
- Павел Прилучный — Максим Петрович Морозов (настоящее ФИО — Вершинин, Максим Анатольевич), 16 лет. Приёмный сын Петра Морозова, парень Дарьи Старковой, затем Юлии Самойловой, потом Елизаветы Виноградовой. (1—4 сезоны).
- Алексей Коряков — Андрей Александрович Авдеев, 16 лет, сын Ирины Исаевой (Натальи Колчиной) и Александра Авдеева. Парень Дарьи Старковой, любовник Анны Ольшанской (1—4 сезоны).
- Агата Муцениеце — Дарья Старкова, 16 лет, дочь известной киноактрисы Светланы Старковой, девушка Андрея Авдеева, раньше встречалась с Максимом Морозовым (1—4 сезоны). Умерла от препарата, который вколола ей Евгения Савельева в 125 серии.
- Татьяна Космачёва — Виктория Кузнецова, 16 лет, лучшая подруга Дарьи Старковой. Влюблена в Максима Морозова. Встречалась с Олегом Трофимовым, пока того не убили нацисты (1—4 сезоны).
- Игорь Юртаев — Роман Евгеньевич Павленко, 16 лет, лучший друг Артёма Калинина, в третьем сезоне работал на Петра Морозова, был влюблён в Юлию Самойлову (1—4 сезоны).
- Андрей Негинский — Артём Калинин, 15 лет, лучший друг Романа Павленко (1—2 сезоны). Отравлен наркотиками, которые вколол Пётр Морозов в 9 серии.
- Евгения Осипова — Юлия Денисовна Самойлова, 16 лет, медиум — видит призраков, встречалась с Максимом Морозовым (1—3 сезоны). Погибла в автокатастрофе. Донор сердца для Елизаветы Виноградовой.
- Анна Андрусенко — Елизавета Евгеньевна Виноградова, 17 лет, медиум — видит призраков, девушка Максима Морозова (3—4 сезоны).
- Луиза-Габриэла Бровина — Надежда Александровна Авдеева, 7 лет, сестра Андрея Авдеева, клон Ингрид Вульф (1—4 сезоны) / Ирина Исаева в детстве, 7 лет (1—3 сезоны) / Ингрид Вульф, 7 лет, родная дочь Владлена Колчина (3 сезон).
- Алина Васильева — Алиса Станиславовна Ткаченко, 7 лет, подруга Надежды Авдеевой и Таисии Барышниковой (1—4 сезоны).
- Любовь Аксёнова — Кристина Панфилова, училась в школе-пансионе «Логос», сняла компромат на нацистов, после чего перешла в другую школу (1—2 сезоны). Была убита Дмитрием Кавериным.
- Иван Непомнящий — Юрий Верёвкин, 7 лет, хулиган, постоянно враждует с Надеждой Авдеевой, Алисой Ткаченко и Дмитрием Воронцовым (1—4 сезоны).
- Виталий Герасимов — Дмитрий (Митя) Кириллович Васильев (Воронцов — фамилия, вымышленная отцом в бегах), 7 лет, сын Кирилла Васильева и Снежанны Васильевой, видит вещие сны (2—4 сезоны).
- Валентина Ляпина — Таисия Барышникова, 7 лет, сестра Алексея Барышникова, подруга Алисы Ткаченко (4 сезон).
- Сергей Походаев — Денис Александрович Захаров, 13 лет, друг Лилии Скворцовой и Серёжи. Внук Галины Васильевны и Сергея Крылова (1—4 сезоны).
- Анфиса Вистингаузен — Лилия Скворцова, 13 лет, подруга Дениса Захарова, вундеркинд (3—4 сезоны).
- Олег Новиков — Вячеслав Харитонов, 16 лет, в 4 сезоне работал на Вадима Уварова (1—4 сезоны).
- Александра Курагина — Светлана Тимофеева, 16 лет, девушка Вячеслава Харитонова (1—4 сезоны).
- Всеволод Макаров — Олег Трофимов, 17 лет, возлюбленный Виктории Кузнецовой (3 сезон). Умер от нацистского вируса в 74 серии.
- Анастасия Акатова — Евгения Савельева, 17 лет, работает на «Ingrid». Была влюблена в Андрея Авдеева (3—4 сезоны). В 131 серии убита Романом Павленко при попытке убить Елизавету Виноградову таким же препаратом, от которого умерла Дарья Старкова.
- Ксения Суркова — Софья Гордеева, 17 лет, девушка-эмо, влюблена в Максима Морозова (3 сезон). Умерла от нацистского вируса в 66 серии.

### Остальные
- Ксения Лаврова-Глинка — Наталья Владленовна Колчина (настоящее ФИО — Исаева, Ирина Алексеевна), 37 лет, мама Андрея, Надежды и Игоря Авдеевых, клон Ингрид Вульф (1—4 сезоны).
- Дмитрий Комов — Александр Авдеев, 47 лет, муж Натальи Колчиной (Ирины Исаевой), отец Андрея, Надежды и Игоря Авдеевых, сотрудник «Ingrid» (1—3 сезоны). Умер от ранения, нанесённого агентом нацистов в 104 серии.
- Александр Рапопорт — Борис Константинович Князев («Князь»). 74 года. До 2002 года служил в ФСБ. Подполковник ФСБ в отставке. Руководитель и создатель секретного подразделения по захвату нацистских преступников (1—4 сезоны). Умер от сердечного приступа в 105 серии.
- Владимир Михайлов (2 сезон) / Константин Желдин (3—4 сезоны) — Владлен Петрович Колчин (настоящее имя — Риттер Вульф), руководитель проекта Gemini, глава фармацевтической компании «Ingrid», нацист, отец Ингрид Вульф (2—3 сезоны), погиб при взрыве подземелья в 104 серии / «Доминус», клон Владлена Колчина (4 сезон), убит Петром Морозовым в 133 серии.
- Владимир Носик — Сергей Андреевич Крылов (настоящее имя — Мартин фон Клаусс), отец Елены и Егора Крыловых и Татьяны Захаровой, дедушка Дениса и Ольги Захаровых, нацист (1—3 сезоны). Убит Кириллом Воронцовым в 60 серии.
- Андрей Свиридов — Гном (настоящее ФИО — Крылов, Егор Сергеевич), 38 лет, генетический урод, родной брат-близнец Елены Крыловой, друг Ирины Исаевой и Надежды Авдеевой (1 сезон). Убит полицией в 19 серии.
- Алексей Бояджи — Фёдор Сычёв, частный детектив Виктора Полякова (2 сезон). Убит нацистами.
- Михаил Химичев — отчим Юлии Самойловой, сотрудник «Ingrid». В 1 сезоне был возлюбленным Юли (1—2 сезоны). Убит Анатолием (отцом Максима Морозова) в 60 серии.
- Александр Захарьев — Анатолий Иванович Панин, адвокат семьи Авдеевых, сотрудник «Ingrid» (1—2 сезоны).
- Андрей Лебедев — доктор Головенко, врач психиатрической больницы (3—4 сезоны). Убит Петром Морозовым в 116 серии.
- Артём Казьмин — Данила Петрович Славин, 7 лет, сын Тамары Славиной и Петра Морозова (3 сезон).
- Аля Никулина — Нина Борисовна Исаева (баба Нина), 62 года, мать Ирины и Игоря Исаевых, бабушка Андрея, Надежды и Игоря Авдеевых, подруга Галины Васильевны (3—4 сезоны).
- Алексей Михайлов — Алексей Славин (настоящее имя — Адольф Меркель), приёмный отец Светланы Остапенко, муж Эльзы Меркель, нацист (3 сезон). Отравился вместе с женой в 80 серии.
- Татьяна Лиховид — Евдокия Славина (настоящее имя — Эльза Меркель), приёмная мать Светланы Остапенко, жена Адольфа Меркеля, нацистка (3 сезон). Отравилась вместе с мужем в 80 серии.
- Пётр Кислов — Антон Юрьевич Уваров («Прометей»), 28 лет, бывший сотрудник «Ingrid», брат-близнец Вадима Уварова. Возлюбленный Полины Мальцевой (3 сезон). Убит Вадимом Уваровым в 100 серии.
- Александр Асташёнок — Алексей Барышников, брат Таисии Барышниковой, внук Теодоры Раубер, сотрудник «Ingrid». Арестован в 134 серии (4 сезон).
- Олег Масленников-Войтов — Сергей Викторович Раевский, майор, бывший муж Ларисы Одинцовой, сотрудник службы безопасности «Ingrid» (4 сезон). Расстрелян «военными» по приказу Фролова в 132 серии.
- Сергей Иванов — Григорий Петрович Куриленко, бывший курьер «Ingrid» (4 сезон). Подорвался на мине в 124 серии.
- Андрей Межулис — Георгий Иванович Ермолаев, учёный, сотрудник «Ingrid» (4 сезон). Убит Доминусом из-за его оживления в 133 серии.
- Александр Яковлев — Николай Филатов (псевдоним — полковник Фролов, настоящее имя — Карл Флейшер), руководитель войск, нацист (4 сезон). Задушен Петром Морозовым в 133 серии.
- Людмила Чурсина — Клавдия Владимировна Сафронова (настоящее имя — Теодора Раубер), бабушка Таисии и Алексея Барышниковых, нацистка. Арестована в 134 серии (4 сезон).

## Список эпизодов
| Сезон | Сезон | Серии | Период трансляции           |
| ----- | ----- | ----- | --------------------------- |
|       | 1     | 20    | 11 апреля — 23 мая 2011     |
|       | 2     | 40    | 3 октября — 8 декабря 2011  |
|       | 3     | 44    | 26 марта — 28 июня 2012     |
|       | 4     | 30    | 3 сентября — 14 ноября 2012 |

### Сезон 1 («Выпускного не будет»)
| № серии | Премьера       | Описание серии |
| ------- | -------------- | --- |
| 1       | 11 апреля 2011 | После зимних каникул в элитную загородную школу-пансион съезжаются ученики. Среди них старшеклассники Максим, Даша, Вика, Рома и Тема, а также двое новичков — Андрей и Надя Авдеевы, родители которых пропали при загадочных обстоятельствах. Даша сразу же обращает внимание на Андрея. Это раздражает Максима, который принимает новенького в штыки. Еще одна новая обитательница школы — уборщица Мария. Никто не знает о том, что она сбежала из психиатрической клиники и оказалась здесь совсем не случайно. В первый же учебный день из школы пропадает пожилой учитель истории Иван Савельевич. |
| 2       | 12 апреля 2011 | Ребята находят письмо Ивана Савельевича и узнают о тайном расследовании, которое много лет вел учитель. Взаимная симпатия между Марией и Виктором, директором школы, становится все более явной. Это вызывает недовольство невесты Виктора — завуча школы Елены. У Нади появляется тайный друг, живущий в лесу. Завхоз школы Галина Васильевна узнает о том, что Марию разыскивает милиция, и увольняет ее. |
| 3       | 13 апреля 2011 | Ребята отправляются в лес на поиски Ивана Савельевича и убеждаются, что учитель попал в беду. Отношения между Максимом и Андреем становятся еще более напряженными. Виктор делает предложение Елене. Мария с помощью повара Володи узнает, кто ее сын. Сам Володя, оказывается, вовсе не тот, за кого себя выдает. Вечером в комнате Ивана Савельевича ребята находят тайный ход на чердак и узнают о неизвестном прошлом школы. |
| 4       | 14 апреля 2011 | В честь дня рождения Виктор отправляет школьного завхоза Галину Васильевну в отпуск. Максим и Андрей находят на чердаке старый альбом со странными рисунками. Мария узнает тайну Галины Васильевны. Даша и Андрей не могут выбраться из заброшенного лесного колодца. А ночью обитатели школы видят странный свет, поднимающийся от леса к небу. |
| 5       | 18 апреля 2011 | Ребята знакомятся с другом Ивана Савельевича — журналистом Олегом Птицыным. Птицын предупреждает детей о грозящей им опасности. Даша отказывается прекращать расследование и вечером одна отправляется в лес. Виктор пытается помириться с Еленой, не подозревая, что Елене есть что скрывать. |
| 6       | 19 апреля 2011 | В одной из темных комнат подземелья друзья находят старую пленку с записью страшных кадров. Виктор все больше времени проводит с Марией. Елена хочет избавиться от соперницы. Мария узнает о романе Елены с Павлом, учителем физкультуры. А у озера тем временем находят обезображенный труп человека. |
| 7       | 20 апреля 2011 | Ребята обнаруживают в школе тайный вход в подземелье. Вику пытаются убить в душевой. Даше все сложнее скрывать свои чувства к Андрею. Елена ревнует Павла к учительнице младших классов, Анне, и настаивает на ее увольнении. Мария узнает о болезни Галины. Виктор разрывает отношения с Еленой. |
| 8       | 21 апреля 2011 | Даша, Вика, Тема и Рома обнаруживают в подземелье труп Ивана Савельевича и тела пропавших много лет назад сирот. За страшную находку ребята рискуют поплатиться жизнью. В школу приезжает отец Максима, бизнесмен Петр Морозов. Мария с ужасом узнает об истинной цели его приезда. Вика признается Даше, что влюблена в Максима. А Даша объясняется с Андреем. |
| 9       | 25 апреля 2011 | Виктор теряет от Марии голову, но узнает, что не может порвать с Еленой. Андрей и Даша не в силах противиться своим чувствам. Максим уходит из школы. Рома и Тёма идут в лес, чтобы отвлечься от невеселых мыслей. Надя убегает, чтобы вылечить раненого Гнома, Андрей и Даша спешат на ее поиски. А вечером на празднике становится известно, что один из учеников найден мертвым в лесу. |
| 10      | 26 апреля 2011 | Виктор узнает о причине гибели ученика. В комнате ребят находят наркотики, встает вопрос об их отчислении из школы. Ребята спускаются в подземелье и видят, что тела Савельича и сирот исчезли. Чтобы помочь Максиму, Мария идет на преступление. На встрече со связным Володю ждет страшный сюрприз. |
| 11      | 27 апреля 2011 | Ребята получают послание с «того света». Володя заметает следы преступления. В школе появляется новый учитель. Виктор и Елена серьезно ссорятся. Ребята ищут таинственную Иру. Максим готов пойти на сделку с отцом. |
| 12      | 28 апреля 2011 | Максим дает показания против отца. Елена ужесточает требования к дисциплине, в школе зреет бунт. Мария рассказывает Виктору правду о себе. Галина Васильевна возвращается из больницы. В классе у ребят появляется новая ученица. Ребята находят в лесу загадочное место. |
| 13      | 10 мая 2011    | Андрей понимает, что означают загадочные цифры в старом журнале. Юля нарушает все нормы поведения в школе. Галине не дает покоя ее прошлое. Необычные способности Нади поражают преподавателей. Володе назначают тайную встречу в лесу. А ребята узнают о секретном сейфе в комнате Савельича. |
| 14      | 11 мая 2011    | Андрею не дает покоя старая фотография, найденная в сейфе Савельича. Галина помогает Елене вспомнить прошлое. Елена с ужасом узнает о том, с кем на самом деле отпустила Юлю из школы. Из комнаты Каверина пропадает контрольная работа и фотография неизвестной девушки. Мария понимает, что Володя не тот, за кого себя выдает. |
| 15      | 12 мая 2011    | Максима обвиняют в воровстве. Ребята перестают ему доверять. Юля затевает очередную интригу, чтобы сбежать из школы. Володя вынужден пойти на преступление. Андрей собирается перевестись в другую школу. Галине сообщают страшную новость о ее дочери. |
| 16      | 16 мая 2011    | Андрей с ужасом узнает правду о состоянии дел родителей и хочет отказаться от опекунства Виктора. В расследовании ребят появляется новый подозреваемый. Вика рассказывает Юле о неизвестной девушке с фотографии, найденной в комнате Каверина. Галина пытается наладить отношения с внуком. Мария и Володя проводят ночь вместе. Анна узнает о том, что Павел ей изменяет. |
| 17      | 17 мая 2011    | Друзья находят в сейфе Савельича новые шокирующие улики. На связь с ребятами выходит бывшая воспитанница детского дома. Максим узнает правду о своем прошлом. Даше сообщают о внезапной болезни матери. Надя пытается понять, есть ли Бог на самом деле. Павел больше не в силах скрывать свои чувства к Елене. |
| 18      | 18 мая 2011    | У ребят появляется надежда на то, что всем ужасам настанет конец, но один из друзей оказывается предателем. Максим узнает, почему его мать покончила с собой. Елена пытается выяснить правду о своем брате. Павел понимает, что потерял Елену навсегда. Володя обнаруживает секретный тайник с драгоценным содержимым. Надя знакомит Алису с Гномом. |
| 19      | 19 мая 2011    | Андрей понимает, кто из друзей оказался предателем. Даша получает таинственное послание. Володя находит новые тайники в школе. Каверин скрывает страшную правду о смерти Кристины. Встреча Елены с её братом оборачивается трагедией. |
| 20      | 23 мая 2011    | Ученики собираются на каникулы. Максим, Даша, Вика и Рома больше не намерены возвращаться в школу. Андрей ссорится с друзьями. Виктор узнает о предательстве Елены, а Мария — о криминальном прошлом Володи. Андрей, наконец, понимает, кто такая Ира Исаева. Ребята с ужасом узнают: в преступлениях, происходящих в школе, замешан один из их преподавателей. |

### Сезон 2 («Отчисляем по одному»)
| № серии | Премьера        | Описание серии |
| ------- | --------------- | --- |
| 1 (21)  | 3 октября 2011  | После весенних каникул таинственная школа «ЛОГОС» вновь открывает двери для своих учеников. Максим, Рома, Даша, Вика и Андрей решают продолжить свое опасное расследование и снова спускаются в подземелье. Андрей и Максим теперь друзья, это удивляет остальных ребят. Но они даже не догадываются, какая страшная тайна объединила Андрея и Максима. Виктору тоже есть, что скрывать. Елена не появляется в школе после каникул, и никто не знает, где она. Никто, кроме Павла.                                                           |
| 2 (22)  | 4 октября 2011  | Ребята открывают таинственную дверь в подземелье — страшная легенда становится реальностью. Надя убеждается, что мертвые иногда возвращаются. Максим понимает, что после того, что случилось в ночь перед каникулами, он никогда не станет прежним. Володе удается выбраться из камеры, но он теряет рюкзак с картинами. В школе появляется новая учительница истории Нелли. |
| 3 (23)  | 5 октября 2011  | В школе Юлю преследует загадочный ученик. Володя обнаруживает кровь в машине Виктора. Елена ревнует Виктора к новой учительнице истории. Из-за Елены Виктор ссорится с Павлом. Ребятам удается разгадать значение символа на татуировке матери Андрея. Они понимают, что может скрываться за дверью с этим символом. |
| 4 (24)  | 6 октября 2011  | Виктор узнает, с кем изменяла ему Елена. Володя выясняет, что произошло с Марией в ночь перед каникулами. Надя и Алиса ищут нового папу для Алисы. Юля решает выяснить, что на самом деле случилось с Кристиной Панфиловой. Ирина Исаева вспоминает свое прошлое. Андрей узнает страшную правду о своей семье. |
| 5 (25)  | 10 октября 2011 | Елена пытается вернуть Виктора с помощью шантажа. Юля договаривается о встрече с одноклассницей Кристины Панфиловой. Марию по ночам мучают кошмары. Во время прогулки по лесу она встречает странного рыбака. Ребята пытаются раздобыть новую информацию, на этот раз с помощью адвоката Авдеевых. |
| 6 (26)  | 11 октября 2011 | Ирина Исаева узнает, что ее ребенок болен. Князь требует от Володи картины, тот обещает достать их. Рома очаровывается Юлей все больше и больше. Юля же снова сталкивается со своим молчаливым поклонником и требует прекратить преследовать ее. Елена соглашается дать Виктору развод, но при определенных условиях. Ребята находят досье на себя. |
| 7 (27)  | 12 октября 2011 | Елена сообщает Виктору, что Андрея и Надю могут отчислить из школы. Между Юрой Веревкиным и Надей начинается «война». Нелли и Володя пытаются найти картины. Ребята же хотят найти личное дело Кристины Панфиловой и проникают в школьный архив. Тем временем Юля никак не может дозвониться до одноклассницы Кристины. |
| 8 (28)  | 13 октября 2011 | Анна догадывается, кто украл ключи из ее сумки. Надя продолжает воевать с Юрой Веревкиным. В школе появляется новый глава попечительского совета. Нелли следит за каждым шагом Володи. Детектив Сычев передает Виктору DVD с интересной информацией. В это же время Юля получает загадочную флэшку. А Даша и Вика понимают, почему погибла Кристина Панфилова. |
| 9 (29)  | 17 октября 2011 | Ребята находят в КПК папку сназванием «Проект»Гемини". Каверин угрожает ребятам. Галина просит у Крылова деньги, не объясняя, зачем они ей. Надя и Алиса пытаются понять — как различать сон и реальность. А к Елене приезжает ее врач и сообщает ей печальную новость. Поздно вечером Вика и Даша получают загадочные SMS- сообщения. |
| 10 (30) | 18 октября 2011 | Юля снова видит призрак Тёмы. Поведение девушки беспокоит Виктора. Анна сердится на Андрея. Нелли устраивает слежку за Володей. Володя ревнует Марию к Виктору. Даша принимает окончательное решение по поводу их отношений с Максимом. Ребята продолжают изучать информацию с КПК адвоката, новая находка шокирует детей. |
| 11 (31) | 19 октября 2011 | Даша хочет быть с Андреем, но мысли Андрея заняты его новым романом. Нелли продолжает «воевать» с Володей, а Юра Веревкин — с Надей. Рома становится свидетелем тайной встречи Харитонова с неизвестным парнем. А в это время Максим и Андрей обыскивают комнату Каверина. |
| 12 (32) | 20 октября 2011 | Ирине Исаевой удается выбраться из камеры. Галина получает официальное письмо, которое заставляет ее вспомнить о прошлом. Рома крадет у Харитонова секретную папку, переданную ему неизвестным. Максим просит отца рассказать ему о его настоящих родителях. Ради Марии Володя совершает безумный поступок. Елена никак не может найти Каверина, а Войтевич догадывается, что стало с его агентом. |
| 13 (33) | 24 октября 2011 | Войтевич находит ход на чердак. Галина просит у Елены трехдневный отпуск, но зачем ей нужно отлучиться из школы — тайна. Мария решает признаться Максиму, что она его мать. Елена подозревает, что между Анной и Андреем что-то есть. Юля догадывается, почему Тёма является к ней. Даша считает, что Андрей что-то скрывает от нее и от друзей. Ребята находят флэшку Кристины. |
| 14 (34) | 25 октября 2011 | Ребята неожиданно оказываются посреди леса и пытаются вернуться в школу. По пути друзья находят загадочную записку «мстителей». Володя и Нелли продолжают свое негласное соревнование — кто лучше справится с заданием Князя. Галина запрещает Крылову общаться с внуком. А Елена пытается выяснить, что связывает ее отца с Денисом. Анна решает порвать отношения с Андреем. Петр Морозов знакомит Максима с его матерью. |
| 15 (35) | 26 октября 2011 | Ребята неожиданно оказываются посреди леса и пытаются вернуться в школу. По пути друзья находят загадочную записку «мстителей». Володя и Нелли продолжают свое негласное соревнование — кто лучше справится с заданием Князя. Галина запрещает Крылову общаться с внуком. А Елена пытается выяснить, что связывает ее отца с Денисом. Анна решает порвать отношения с Андреем. Петр Морозов знакомит Максима с его матерью. |
| 16 (36) | 27 октября 2011 | Юля рассказывает ребятам о призраке Тёмы. Виктор находит зашифрованное послание от своей сестры Ирины. Ребята поднимаются на чердак, но понимают, что теперь это место небезопасно. Володя проигрывает «соревнование» с Нелли. Теперь его жизни грозит опасность. Даша узнает о предательстве самых близких друзей. Рома признается Юле в своих чувствах. А Надя влюбляется в Дениса. Андрей передает Анне записку через Надю, но записка оказывается у Даши.                                                                                |
| 17 (37) | 31 октября 2011 | В школе идет подготовка к празднованию Дня желаний. Ребята верят, что в этот день случаются чудеса. Андрей узнает о том, что Анна предала его, чтобы остаться в школе. Володя оказывается на краю гибели. Нелли проникает в подземелье, где ее ждет неожиданная встреча. Виктор никак не может разгадать очередную загадку, оставленную сестрой. Елена узнает, какая тайна связывает Крылова с Галиной. Вика вынуждена рассказать Даше о том, что случилось между ней и Максимом на каникулах. Максим узнает жестокую правду о своей матери. |
| 18 (38) | 1 ноября 2011   | Поведение Володи беспокоит Марию. Она не знает, что ему осталось жить совсем недолго. Максим хочет, чтобы Морозов, несмотря ни на что, вновь стал его отцом. Виктор вспоминает свое детство и ночь, когда ему чудом удалось выжить. Ребята понимают, какую тайну скрывает Виктор. Ирина Исаева оказывается на свободе, но ее жизнь и жизнь ее ребенка в опасности. Даша помогает Андрею разобраться в своих чувствах. Рома просит ребят выслушать Юлю. Дети узнают имя убийцы Тёмы. Желание Нади сбывается — она видит свою маму.            |
| 19 (39) | 2 ноября 2011   | Володя понимает, что ребенок Ирины Исаевой, скорее всего, погиб. Даша надеется, что после отъезда Анны, Андрей будет с ней. Максим вымещает свою злость на Юле. Андрей получает загадочное послание от матери. Виктор не может себе простить ошибок прошлого. В школе появляется новый учитель математики — Кирилл Воронцов с маленьким сыном Митей. У новых обитателей школы свои тайны. |
| 20 (40) | 3 ноября 2011   | Андрей и ребята понимают, что все это время мать Андрея была совсем рядом. Володя находит в подземелье то, что так долго искал. Рома ругается с Максимом, защищая Юлю. Дашу и Андрея вновь тянет друг к другу. Надя и Алиса решают жить в лесу. У дверей школы Елену ждет необычная находка. Виктору звонит адвокат Авдеевых и сообщает страшную новость. |
| 21 (41) | 7 ноября 2011   | Андрею предстоит пережить страшную процедуру опознания тел своих родителей. В жизни Елены происходят значительные изменения, но она не хочет о них никому рассказывать. Митя куда-то исчезает, и Воронцов не может найти его. Надя убеждена, что она больше никогда не увидит маму и папу. Максим, наконец, оценивает заботу Марии о нем. Володя проникает в подземелье, он близок к выполнению задания, которое ему поручил Князь. |
| 22 (42) | 8 ноября 2011   | Виктор переживает, что уже никогда не сможет исправить ошибку прошлого. Надя пытается разобраться, существует ли ложь во спасение. Володя с ужасом понимает, что то, что находится в подземелье, связано с трагедией его семьи. Виктор раскрывает секрет Елены. Андрей узнает о завещании своих родителей. Ребята ломают голову над новой загадкой. |
| 23 (43) | 9 ноября 2011   | Митя видит сон, в котором Надя встречается со своей мамой. Мальчик уверен, что его сон — вещий. У Елены появляется неожиданный поклонник, что очень не нравится Павлу. Володя не рассказывает Князю о своем открытии. Теперь он решает играть по своим правилам. В школу на работу берут нового мастера — Толика. Его появление странным образом меняет поведение Марии. Выяснение отношений между Максимом и Юлей заканчивается совсем неожиданным образом.                                                                                 |
| 24 (44) | 10 ноября 2011  | Рома просит Максима стать другом для Юли. Он не подозревает, что теперь это вряд ли возможно. Мария пытается сделать все, чтобы Толик уехал, но у Толика другие намерения. Виктор хочет рассказать Андрею и Наде, кто он есть на самом деле. Даша, наконец, чувствует, что нужна Андрею. Во время урока физкультуры жизнь Максима оказывается в опасности. После странного звонка Андрей пытается покончить с собой. |
| 25 (45) | 14 ноября 2011  | Виктор и ребята переживают за жизнь Андрея. Даша узнает, что заставило Андрея отравиться. Рома берет с Максима обещание, что тот оставит Юлю в покое. Войтевич и Петр Морозов получают неожиданное послание «с того света». Володя обыскивает комнату Анны и находит кое-что интересное. Митя скучает по маме, и Надя с Алисой решают помочь ему. Тем временем Воронцову приходится встретиться с полицией. |
| 26 (46) | 15 ноября 2011  | Андрею удается получить то, что завещала ему мать. Толик пытается наладить контакт с сыном. Мите снится кошмар, который рано или поздно сбудется. Галина уезжает из школы. Она боится, что больше никогда не сможет вернуться. Елена отказывает Петру Морозову в свидании и получает от поклонника весьма неожиданный подарок. Павел устанавливает слежку за Петром Морозовым. Увиденное шокирует Павла. |
| 27 (47) | 16 ноября 2011  | Андрей c ужасом узнает о том, что пришлось пережить его матери. Теперь ребята понимают, для чего похитили Ирину Исаеву. Надя уверена, что в Алису вселился злой дух. За Ириной Исаевой кто-то следит. Толик пристает к Марии в душевой. Володя подозревает, что Мария его обманывает. Воронцов уверен, что Галина замешана в преступлении. |
| 28 (48) | 17 ноября 2011  | Виктор получает загадочную посылку. Надя понимает, что происходит с ее подругой. Воронцов узнает правду о своем усыновлении. Галина понимает, что прошлое никогда не оставит ее в покое. Вика становится свидетелем неприятной для нее сцены. Павел увольняется из школы и по пути в город попадает в аварию. В расследовании ребят появляются новые неожиданные факты. |
| 29 (49) | 21 ноября 2011  | В школе узнают о том, что Павла обвиняют в убийстве. Виктор пытается помочь своему другу, не подозревая о том, что только усугубляет положение Павла. Анна вновь обманывает Андрея, чтобы выполнить задание Войтевича. Толик не может забыть о том, как 16 лет назад он предал Марию. Митя находит все больше подтверждений тому, что его кошмар сбудется. Юля догадывается, почему убили её отца. А Вика уверена, что Юля — предательница.                                                                                                  |
| 30 (50) | 22 ноября 2011  | Мария обвиняет Володю во лжи, но и у Марии есть что скрывать от возлюбленного. Даша хочет выяснить, что на самом деле она значит для Андрея. Галина и Воронцов выводят друг друга на чистую воду. Митя пытается изменить судьбу. Виктор узнает страшную новость о Павле. Володя подозревает Князя в ужасном преступлении. Максим и Юля проникают в офис отца Юли и пытаются понять, что произошло в последний день его жизни. |
| 31 (51) | 23 ноября 2011  | Виктора мучают ночные кошмары. Максим ссорится с ребятами и внезапно встает на сторону Петра Морозова. Андрей доверяет Анне и рассказывает ей о том, что ему удалось узнать о своей матери. Володя понимает, что связывает Князя с его семьей. Органы опеки сомневаются, что Елена станет хорошей матерью для приемного сына. Виктор чувствует, что за ним кто-то следит. Максим видит у отца папку со знаком «Гемини». |
| 32 (52) | 24 ноября 2011  | Максим уговаривает Толика пойти ради него на преступление. Володя вызывает Князя на встречу и под дулом пистолета заставляет рассказать правду о смерти своего отца. Анна осознает, что из-за нее может пострадать невинный человек, но не может ослушаться приказов Войтевича. Надя и Митя с удивлением узнают, что их родители были знакомы. Максим понимает, ради чего на самом деле Пётр Морозов хотел восстановить родительские права. Правда шокирует Максима.                                                                         |
| 33 (53) | 28 ноября 2011  | В лесу совершается еще одно убийство. Даша подозревает, что Анна не так проста, как кажется. Толик намерен расквитаться с Петром Морозовым. К Галине приходит Ксения Арефьева. Она обещает сделать все, чтобы отправить Галину за решетку. Володя узнает, что не только он ищет убийцу своего отца. Ребята же уверены, что в исчезновении родителей Нади и Андрея замешан Воронцов. |
| 34 (54) | 29 ноября 2011  | Андрей и Максим допрашивают маленького Митю и узнают о странной книге. Петр Морозов устраивает засаду для шантажиста. Надя и Алиса пытаются уберечь Галину от самоубийства. Елене наконец-то разрешают оформить опеку над маленьким Игорем. Володя выходит на связь с братом Анны и узнает шокирующую новость о своем отце. Воронцов и Митя собираются покинуть школу. Ребята находят в книге загадочный ключ. |
| 35 (55) | 30 ноября 2011  | Юля догадывается, какую дверь открывает загадочный ключ. Даша убеждается в том, что Анну и Петра Морозова что-то связывает, и решает разоблачить Анну. Митя боится, что Воронцов станет убийцей, и рассказывает об этом отцу. Елена понимает, что не сможет совмещать обязанности директора и мамы. У Марии день рождения, о котором вспоминают не все. Юля сбегает из школы. |
| 36 (56) | 1 декабря 2011  | Воронцов убеждается, что кошмару Мити суждено сбыться. Володя прощается с Марией — он больше не намерен оставаться в школе. Ребята не верят Даше, что Анна заодно с Петром Морозовым. Чтобы доказать свою правоту, Даша отправляется в лес одна. Надя и Алиса собираются найти настоящих родителей маленького Игоря. Князь оставляет Володе конверт, проясняющий тайну его отца. Вика взламывает сайт «Ingrid». А Юля привозит в школу то, что нашла в банковской ячейке отца.                                                               |
| 37 (57) | 5 декабря 2011  | Митю «преследует» отвертка из его кошмара. Алиса и Надя предлагают спрятать её в подземелье. Галина узнает, что Виктор серьезно болен. Петр Морозов выставляет неожиданную кандидатуру на пост директора школы. К Юле внезапно приезжает её отчим и признается девушке в любви. Максим не может скрыть ревность. Ребята продолжают свое расследование и на этот раз находят видео в компьютере Воронцова. |
| 38 (58) | 6 декабря 2011  | Школу возглавляет новый директор. Виктор отказывается работать под его началом. Митю и Алису в подземелье поджидает страшная находка. Морозов узнает, кто его шантажирует. А Володя, наконец, вычисляет убийцу своего отца. Ребятам удается расшифровать последнее послание из книги Воронцова. Максим и Рома с ужасом узнают об опасности, которая грозит Юле. |
| 39 (59) | 7 декабря 2011  | Максим бросается спасать Юлю. Он боится, что уже может быть слишком поздно. В руках у Нади оказывается пистолет. Девочка не подозревает, что он настоящий. Володя встречается лицом к лицу с убийцей своего отца. Ребята обнаруживают, что конверт из сейфа Юлиного отца, с «секретом». Морозов ставит Марию перед выбором, и теперь от нее зависит жизнь Максима. |
| 40 (60) | 8 декабря 2011  | В школе полным ходом идет празднование «Ночи двух лун». В разгар праздника Виктор теряет сознание. Кошмар, мучающий Митю, начинает сбываться. Жизнь Максима и Юли висит на волоске. Андрей, Даша, Вика и Рома обнаруживают в старой часовне вход, который приводит ребят в неизведанную ранее часть подземелья. |

### Сезон 3 («Заставь себя жить»)
| № серии  | Премьера       | Описание серии |
| -------- | -------------- | --- |
| 1 (61)   | 26 марта 2012  | Вот уже несколько месяцев продолжается учеба в школе «Логос», которая полна зловещих тайн и загадок. Наши герои — Андрей, Максим, Вика, Даша и Рома — снова втянуты в расследование. Но на этот раз всё становится серьезнее и опаснее. В лесу в Дашу, Рому и Вику кто-то стреляет. В это же время Максима запирают в бойлерной, где он едва не умирает от жары. На Андрея же неизвестный нападает после урока фехтования. Ребята понимают — это последнее предупреждение. |
| 2 (62)   | 27 марта 2012  | Ребята собираются в часовне с нацистским залом. С ними нет Вики — она больше не хочет рисковать своей жизнью. Галина рассказывает Воронцову, почему она принимала участие в подмене детей в детском доме. В школу возвращается Виктор. Галина узнает всю правду о его болезни. Новая учительница истории Вера пытается завербовать Володю. Андрей с ужасом узнает, кто стоял во главе нацистов. Петр Морозов доказывает Максиму, что Мария не его мать. В школе погибает еще один человек. |
| 3 (63)   | 28 марта 2012  | Ребята снимают на видео ритуальный зал. Между друзьями вспыхивает ссора из-за связи Андрея и Анны. Максим издевается над Марией, он уверен, что она сумасшедшая аферистка. Петр Морозов продолжает требовать от Марии бумаги, которые украл Толик. Виктору становится плохо на глазах у Анны, она дает Виктору телефон клиники, где ему смогут помочь. Князь рассказывает Володе о своем прошлом и прошлом отца Володи. Ребята находят в подземелье новые улики против «Ингрид». |
| 4 (64)   | 29 марта 2012  | В операционной срабатывает сигнализация, ребята в панике пытаются выбраться из подземелья, но оказываются в ловушке. В школу приезжает Тамара — новый врач Виктора. Андрей видит у малышей настоящий пистолет, который принадлежит Анне. Володя соглашается работать с Верой. Андрей помогает друзьям выбраться из подземелья. Отец Андрея и Нади — Александр Авдеев — находит свой мобильный телефон и набирает единственный уцелевший в нем номер. |
| 5 (65)   | 2 апреля 2012  | Маша хочет наладить отношения с сыном, но он считает ее сумасшедшей — Максим снова поверил Петру Морозову. Володя пытается разузнать, где находится Сергей Крылов и что с ним случилось. Ольшанская не хочет ничего с ним обсуждать, их не должны видеть вместе. Но Володя настойчив, и она кое-что ему рассказывает. Воронцов не может найти пистолет, который прятал на чердаке. Князь тем временем подозревает в убийстве Крылова Володю. |
| 6 (66)   | 3 апреля 2012  | У Вики появился поклонник, с которым она проводит все больше времени. Анна передала Володе документы Крылова, которые он просил достать. Новый учитель физкультуры хочет поближе познакомиться с Машей. Петр получил что-то вроде черной метки — приглашение на тайную встречу. В подземелье ребята видят Анну и двух мужчин. Они заглядывают в операционную, где находится гроб с чьим-то телом. |
| 7 (67)   | 4 апреля 2012  | Надя с трудом переживает недавно увиденное. Мите опять приснился сон, который может оказаться вещим. Этот сон снова плохой и снова связан с его отцом. Андрей и Макс возвращаются, чтобы заглянуть в гроб, но в комнате теперь пусто. Брат Анны приезжает в школу, он тоже теперь будет здесь работать. Кажется, Ольшанская не слишком рада, она понимает, что все это не просто так, и к сожалению ее опасения не напрасны. |
| 8 (68)   | 5 апреля 2012  | Анна не хочет больше работать на злодеев, но ей наглядно объясняют, что произойдет, если она перестанет сотрудничать с ними. К Андрею приходит понимание, что Игорь - его брат. Маша и Макс разговаривают о бумагах Петра, Максу становится понятно, что Марии о них известно. Юля, Макс и Рома проникают в кабинет Петра Морозова и находят там дневник покончившей с собой девочки. Из записей они понимают, что не все так просто, как казалось на первый взгляд. |
| 9 (69)   | 9 апреля 2012  | Пётр Морозов делает предложение Елене. Надя и Алиса нашли старые фотографии в кладовке и начали делать из них коллаж. За этим занятием их застала Галина Васильевна и забрала фото — оказывается, они принадлежали ей. На похоронах Сони ребята написали записку тёте девочки и пригласили её на встречу в часовне. Новый агент князя теперь знает, где лежит тело Крылова. |
| 10 (70)  | 10 апреля 2012 | У Виктора завязывается роман с женщиной-доктором, которая его лечит. Андрей и Даша заперты в котельной, Пётр Морозов выпустит их тогда, когда получит обратно дневник эмо-девочки. Но Макс отдает дневник не приемному отцу, а следователю. Виктор узнает, что Петр напрямую связан с похищением его сестры, проектом «близнецы» и судьбой Игоря. |
| 11 (71)  | 11 апреля 2012 | Елена горюет из-за потери ребенка, Морозов тоже расстроен этим обстоятельством, но по иным причинам. Виктор расспрашивает Галину Васильевну о проекте «близнецы». Мария попадается на хитрую уловку Морозова: он устанавливает камеру на её тележку и узнаёт, где она хранит украденные Толиком документы. |
| 12 (72)  | 12 апреля 2012 | Морозов вспоминает события двенадцатилетней давности. Тот день, который по его вине стал последним для его жены. Ребята снова спускаются в подземелье, чтобы попасть в лабораторию. Там пусто, а вот в прилегающей морозильной камере ребят их ждёт страшная находка. Морозов хочет расправиться с Машей, тем временем их с Войтевичем ожидает неприятный сюрприз. Вера с Володей узнают некоторые важные сведения о Крылове. |
| 13 (73)  | 16 апреля 2012 | Виктор видит на животе Тамары вытатуированный знак близнецов и понимает, что она — тоже одна из воспитанниц детдома. Володя со своей напарницей пытаются найти коробку, которая была в руках у Крылова во время празднования Ночи двух лун. Даша ищет Вику, но пока ещё никто серьёзно не беспокоится по поводу её исчезновения. Митя опять видит вещий сон. |
| 14 (74)  | 17 апреля 2012 | Маша хочет сбежать из «Логоса», ведь Петр Морозов грозится её убить. Войтевич и Морозов пришли на встречу в тайный зал под часовней, где их ожидал очень неожиданный сюрприз. Тамара разгвоорила Виктора и узнала многое о его прошлом. Приятель Вики исчезает, и ребята понимают, что он находится в опасности. Когда, наконец, ему удаётся сбежать, он сообщает Вике и Даше, что среди ребят есть предатель. |
| 15 (75)  | 18 апреля 2012 | Вика очень переживает из-за случившегося с её другом. Виктор догадывается, к какой организации принадлежат негодяи. Андрей принимает решение рассказать Анне, что ему все известно. Новый учитель физкультуры предлагает Маше провести совместный отпуск, но она отакзывается. Она рассказывает ему кое-что о Морозове, и он вспоминает некоторые эпизоды из своего детства. На встречу с Вульфом приходит сам Князь. |
| 16 (76)  | 19 апреля 2012 | Маша пытается увезти Макса из школы, но Максим отказывается. Затем, за ней приходят из психиатрической лечебницы, она пытается убежать и просит помощи у Максима, но Макс выдает её врачам… Володя пытается спасти Князя от смерти. Елена и Виктор приходят домой к Крылову, дочь проверяет почту и документы отца, а Виктор, тем временем, находит нечто компрометирующее. Митя с Кириллом играют в шахматы, и в это время Вера замечает, что коробка с шахматами — та самая, которую Крылов держал в руках на фотографии с праздника. Осмотрев её, Вера с Володей находят то, что Сергей Крылов каждую неделю передавал своему шефу. |
| 17 (77)  | 23 апреля 2012 | Оказывается, от удара Андрея пострадал Виктор, который проводит своё собственное расследование и пришел в лабораторию в поисках каких-нибудь доказательств или зацепок. Но ребята решили, что Виктор заодно с нацистами, и заперли его в железной клетке. Обыскав комнату Виктора, Андрей снова приходит к выводу, что их с Надей опекун причастен к исчезновению их родителей. Брат Анны тоже спускается в подземную лабораторию в поисках лекарства для себя. Похитив лекарства, он пытается уговорить Анну как можно скорее уехать из школы. Пётр приходит с извинениями к Елене, но та решительно настроена прекратить их отношения. Ребята находят в комнате Виктора кассету, на который записано шокирующее Андрея признание. Ребята возвращаются в подземелье, но Виктора уже нет в клетке. Володя узнает, что найденный им образец крови принадлежит геномодифицированному человеку. |
| 18 (78)  | 24 апреля 2012 | К счастью, Виктор жив и отделался лишь небольшой царапиной на лбу, а из клетки его освободила Тамара. Вера рассказывает Воронцову о своей особенности, но он не может в это поверить. Виктор предлагает Андрею скорее покинуть школу вместе с Надей. Андрей рассказывает Виктору всё, что ему известно. Елена вынуждает Морозова отказаться от поста директора Логоса и снова становится директором закрытой школы. Узнав, что Никита взял слишком мало лекарства, Анна пешком возвращается в школу. Но Никита стремится любой ценой освободить её от злодеев и в машине съезжает в пропасть. Выясняется, что Анна беременна. Ирина Исаева вместе с Игорьком направляется Логос. Андрей и Надя ждут Виктора, чтобы вместе уехать из школы, но учитель физкультуры не позволяет Полякову покинуть стены школы, наставив на него пистолет. Отец Андрея и Нади добирается до дома, где его встречает сам Владлен Колчин. Максим навещает Марию в лечебнице. Неожиданно он понимает, что инфицирован — у него из носа идет кровь. |
| 19 (79)  | 25 апреля 2012 | В Логосе закончились каникулы, и ребята съезжаются на занятия. Шевцов берет в оборот одного из поваров — того самого, что тоже работал на «Ингрид». Он привозит его к Князю, и они допрашивают негодяя. Но тот не хочет делиться информацией до тех пор, пока Князь не намекает на его дочь. Елена Крылова как директор школы просит Петра Морозова пореже здесь появляться. Андрей вспоминает, как они с Надей ждали Виктора на старой детской площадке в лесу, чтобы навсегда покинуть интернат. Но он не приходил слишком долго, и ребята вернулись обратно. Их глазам предстала страшная сцена: Поляков падает с лестницы… Что же с ним случилось? Сердечный приступ или так проявилась его загадочная болезнь? Кирилл Воронцов становится завучем Закрытой школы. Он всё ещё старается держаться подальше от Веры. Маша пытается сбежать из клиники. |
| 20 (80)  | 26 апреля 2012 | Ребята вспоминают, что три месяца назад, в самом начале каникул, их заразили фирменным «Ингридовским» вирусом. Они хотели бежать из школы, но в последний момент приняли решение остаться, ведь без лекарства, которое ежедневно им выдаёт Пётр Морозов, можно прожить только 48 часов. Вика и Даша рассказали всем остальным, что среди них находится предатель… Теперь ребята не доверяют друг другу: ведь каждый может оказаться агентом «Ингрид». Володя с напарницей отправились по адресу, выведанному у захваченного повара, там они обнаружили кое-что, указывающее на связь с закрытой школой. Анна Ольшанская хотела рассказать Андрею о своей беременности, но он не желает ничего слышать. Даша Старкова снова в ссоре с Андреем, ведь по его вине она не успела попрощаться с матерью, но вскоре прощает его, так как понимает, что Андрей заботился о её безопасности, когда не отпустил её из школы. Шевцов пытается вытащить Машу из психиатрической больницы, но встречает активное сопротивление её лечащего врача. Новым опекуном Нади и Андрея становится Елена Крылова. Ребята снова видят яркий свет, струящийся из-под земли.          |
| 21 (81)  | 14 мая 2012    | Кажется, Митя и Алиса не зря устраивали засаду на чудовище: кто-то действительно побывал на кухне и устроил ужасный бардак. Конфликты между ребятами продолжаются. Они ведь пока не знают, кто предатель, и подозревают друг друга. Макс пытается наладить отношения между ребятами. Новый учитель физкультуры определенно не жалует Максима Морозова, и не упускает случая преподать ему урок. Князь связался с Тамарой, представившись официальным лицом, и попросил сообщить, если ей станет известно что-то новое. Хуже всего то, что из её рук контакты Князя могут попасть к представителям «Ингрид». Ребята вновь отправились в подземелье, где встретили человека в странном защитном костюме, везущего тележку. Он открыл потайную дверь в стене туннеля и скрылся за ней. Тем временем Макс стащил один из приборов, лежащих на тележке. |
| 22 (82)  | 15 мая 2012    | Володя продолжает операцию по спасению Маши, но она не увенчалась успехом. Ребята узнают, что измерительный прибор, оказавшийся в их руках — это счётчик Гейгера. Анна Ольшанская так и не призналась Андрею, почему она вернулась в интернат. Налаживающиеся отношения между Андреем и Дашей очень огорчают её. В том, что беременна, Анна признаётся Елене Крыловой, ведь когда-то они были подругами. Андрей отправляется в лес со счётчиком Гейгера. Прибор вывел его к животному с двумя головами, а затем к колодцу с прозрачной крышкой. Очевидно, именно отсюда бьёт по ночам столб яркого света. Закрытую школу вновь посетило то загадочное существо: то ли волк, то ли чудовище. Шевцов добивается проведения независимой психиатрической экспертизы для Маши, но все слова Маши о мучениях оказываются под сомнением. Её продолжают удерживать в лечебнице. Вика видит, как в библиотеке Даша о чём-то тихо беседует с Анной. Теперь подозрение в предательстве падает на Старкову. |
| 23 (83)  | 16 мая 2012    | Галина Васильевна рассказывает Елене Крыловой, что Маша устроилась работать в Логос, чтобы найти своего сына — Максима Морозова. Вера случайно узнаёт, что Воронцов находится в розыске из-за похищения собственного сына. Но что ещё хуже — он каким-то образом связан с родителями Андрея и Нади Авдеевых, и может быть, даже причастен к их инсценированной гибели. Володя решается на отчаянный шаг для спасения Маши: он устанавливает крошечную видеокамеру в палате, чтобы следить за всем, что злодеи-врачи делают с его возлюбленной. Анна Ольшанская вспоминает, по какой причине она приняла решение вернуться в Логос… У будущего ребенка редкая болезнь, от которой пока нет лекарств. Помочь ей смогут только в «Ингрид». |
| 24 (84)  | 17 мая 2012    | Ирина Исаева вновь оказалась в руках злодеев, её снова держат взаперти в каком-то подземелье. С помощью украденной у Анны Ольшанской карты Максим и Андрей открывают замаскированную дверь в подземелье. Мальчики попадают в комнату с какими-то специфическими морозильными камерами, внутри которых — одна из главных тайн компании «Ингрид»... Володе наконец удаётся освободить Машу из клиники. Андрей и Макс, все еще ошарашенные своей находкой на подземном этаже, возвращаются обратно в школу. Друзья с нетерпением ждут их: им тоже есть что рассказать. За этими поздними прогулками по школе ребят застаёт Елена Крылова, и в качестве воспитательной меры назначает им дополнительный нулевой урок. |
| 25 (85)  | 21 мая 2012    | Лекарство для ребят приносит Лиза, сложив все флаконы вместе… Флакон с плацебо достался Максиму, и теперь все убедились, что предатель существует, и главный кандидат на его роль — Старкова. Пётр Морозов начинает догадываться, что за существо постоянно наведывается в закрытую школу. Маша наконец-то возвращается в пансион. Ещё одна из учительниц оказывается не той, за кого себя выдает. В действительности она следователь, занимающийся расследованием дела, связанного с бывшими учениками Логоса. Андрей требует объяснений у Даши: он рассказывает, что видел её тогда в комнате Анны. Но Старкова не хочет просто так оправдываться, а хочет найти доказательства своей невиновности. |
| 26 (86)  | 22 мая 2012    | Пётр Морозов, которому уже известно, что Макс принял плацебо, поворачивает всё так, будто пустышка и предназначалась Максиму — для его воспитания, чтобы дать ему понять, кто здесь главный. Надя, Митя и Алиса с кейсом денег разгуливают по пансиону. Они готовы делиться с теми, кому не хватает, как Робин Гуд. Вскоре они натыкаются на Дашу и предлагают ей взять немного денег. Она узнает, где они это раздобыли, и тоже находит кое-что нужное для себя в чемоданчике. Андрей и Максим вновь спускаются в подземелье — они хотели найти лекарство для Макса, но сработала сигнализация, и мальчики вынуждены были бежать. А потом они стали свидетелями еще одного нападения монстра на охранника. Малыши поняли, что от денег одни неприятности, и решили их уничтожить — сжечь на кухне. За этим занятием их застал Пётр Морозов, уже обнаруживший пропажу кейса. От расправы ребят спасла Елена, появившаяся в нужный момент. Андрей узнает о беременности Анны, но это его мало трогает — он не хочет иметь с ней ничего общего. А злодеи тем временем идут по следу загадочного монстра.                                                        |
| 27 (87)  | 23 мая 2012    | Ученики и преподаватели «Логоса» активно готовятся к ежегодному традиционному балу. Пётр Морозов грозится оставить Максима без лекарства, а Макс твёрдо намеревается избавиться от Петра. Анна решается рассказать Андрею о своей беременности. Тамара получает приказ убить Скворцову и Захарова. Рома крадёт ружьё у охранника школы. В лесу ищут оборотня, но вместо этого находят мёртвое тело. Владимир и Вера получают новые данные о пострадавших от экспериментов компании «Ингрид», об опытах злодеев над бомжами и детьми-сиротами: компания намеренное использует их для своих опытов, ведь их никто не будет искать. |
| 28 (88)  | 24 мая 2012    | Максим теперь точно знает, что делать: он должен застрелить Петра Морозова в самый разгар праздника, спрятавшись на чердаке, откуда будет удобнее целиться. Но это будет очень не просто, ведь Макс уже давно не принимал лекарство и чувствует себя настолько ужасно, что находится на грани — он стремительно теряет зрение. Яна рассказывает Крыловой о том, что в «Логосе» прячется убийца. Лилия и Денис принимают решение бежать из подвала. Петра Морозова навещает нежданный гость. Лиза вновь видит призрака. Обнаруживается труп Крылова, что приводит к новому расследованию со стороны полиции. Елена снова обеспокоена происходящим между Анной и Андреем. |
| 29 (89)  | 28 мая 2012    | Призрак девочки пытается что-то рассказать Лизе. Вера и Володя добывают отпечатки пальцев Тамары. Максим уверен, что Морозов не оставит Марию в покое. Яна близка к разгадке убийства Крылова. Морозов отказывается давать ребятам лекарство из-за выходки Максима. Галина раскрывает обман Тамары. Надя находит на своём окне подарок и решает, что его принес воскресший Гном. Тамара чуть не убивает Лилю. Надя сбегает в лес. |
| 30 (90)  | 29 мая 2012    | Дух маленькой дочери Вульфа продолжает бродить по школе. Душа малышки стремится обрести долгожданный покой, ей холодно и тоскливо проводить бесконечные годы в этом интернате, где когда-то оборвалась её жизнь. Надя решила отправиться в лес и самостоятельно разобраться, действительно ли вернулся Гном или это не правда. Митя и Алиса рассказали об этом взрослым, ведь они уверены, что в лесу живет не Гном, а страшное чудовище. Взрослые думают примерно так же. Надю надо немедленно спасать, детям вообще не стоит ходить одним по тёмному лесу, а уж если там бродят чудовище — то тем более. Володя и Верой приводят свой план в исполнение: пытаются похитить сына доктора. Они верят, что помогают мальчику, но в реальности все оказывается совсем иначе. Малыш тяжело болен, и для жизни ему необходимы специальные условия, которые мать создала ему в этом лесном домике. Только выйдя за порог, он едва не гибнет… К счастью Володя и Вера успевают быстро среагировать на ситуацию и исправить всё, что натворили. |
| 31 (91)  | 30 мая 2012    | Кирилл Воронцов отправляется в лес на утреннюю пробежку, но там его ожидает крайне неприятный сюрприз. Ребята продолжают получать лекарство из рук Петра Морозова. После разговора с Морозовым Даша окончательно уверилась в том, что среди её друзей есть предатель. Старкова намерена вывести подлеца на чистую воду и воздать ему по заслугам. Только вести расследование ей приходится крайне осторожно и в одиночку, ведь никому из своих друзей она больше не может доверять. |
| 32 (92)  | 31 мая 2012    | Александр Авдеев приходит в себя в тесной камере. Рядом с ним — пожилой мужчина, который называет себя его родственником. Мужчину очень расстраивает, что Александр не помнит ничего из своей прошлой жизни. Ведь отец Андрея и Нади владеет кое-какой жизненно важной информацией, и Владлен Колчин, он же Риттер Вульф, должен эту информацию во что бы то ни стало получить. Впрочем, ничего плохого с Александром не делают, по крайней мере, пока. У Алисы ужасная проблема — девочка считает, что забеременела… Ведь она по-настоящему целовалась с Митей Воронцовым, а потом ее тошнило. Что же теперь делать? Митя совершенно не готов стать отцом и жениться на Алисе. Это просто кошмар какой-то! У Кирилла Воронцова возникает новая проблема, довольно серьёзная — на кону его счастливая жизнь с сыном. Впрочем, ничего предосудительного ему совершать не придется, наоборот, речь идет о сотрудничестве с полицией. Воронцов становится подозреваемым по одному делу, но ему дают возможность снять с себя подозрения — ведь это пойдет на пользу следствию.                                                                                   |
| 33 (93)  | 4 июня 2012    | Вера и Володя узнают, что кое-кто из учителей «Логоса» серьезно занимается наукой и достиг на этом поприще значительных успехов. Что же заставило его приехать в закрытую школу и стать здесь простым учителем? Это очень подозрительно, особенно в свете событий, творящихся в пансионе. Вера решила применить свой дар, чтобы выяснить как можно больше подробностей об этом человеке. Петр Морозов решил воспользоваться своей властью над Машей Вершининой и её сыном. Ему нужны сведения, и Маша достанет их для него, ведь в противном случае с Максимом может случиться какая-нибудь неприятность. Хотя Мария в шоке и очень против, выбирать ей особенно не приходится. Вот только как же быть с Володей? Она не может предать его! Однажды Андрей рассказал Наде, что Виктор Поляков их дядя. Он предупредил девочку, что это большой секрет, но Надя едва не проболталась. А теперь ей очень обидно, что их семья такая маленькая, ведь у других ребят куча родственников. |
| 34 (94)  | 5 июня 2012    | Вере удалось узнать то, что она хотела. Правда, это ее совсем не радует: их с Володей худшие предположения сбылись. Оказывается, этот простой с виду парень очень опасен. Теперь при планировании своих операций обязательно нужно учитывать еще одного хитрого и сильного врага. Тамара рассказала Кириллу кое-что о своем знакомстве и сотрудничестве с Ириной Исаевой. Возможно, их знакомство и привело к таким непредсказуемым последствиям, ведь две бывшие воспитанницы детского дома под управлением Сергея Крылова не должны были встретиться во взрослой жизни. Корпорация «Ингрид» очень активно интересовалась жизнью всех своих сотрудников и их родственников и участвовала в ней тайно и явно. Призрак преследует Лизу все сильнее, ей явно очень плохо во время каждой такой встречи, она бы рада их прекратить, но не в ее силах и власти это сделать. |
| 35 (95)  | 6 июня 2012    | Галина Васильевна беспокоится, что Тамара может быть опасна для Воронцова. Когда медсестра приходит проведать ребенка Тамары, сзади на нее наставляет пистолет Пётр Морозов — он хочет попасть внутрь. Внутри Пётр находит мальчика, сына Тамары — их общего сына. Андрей очень переживает, впрочем как и остальные ребята, у всех очень подавленное настроение. Оказывается, у ребят есть мобильный, который может помочь в их расследовании. Предатель не может допустить, чтобы ребята прочитали данные с телефона, он должен удалить лишнюю информацию. Вера на кухне проливает на Вадима сок, это часть коварного плана по завладению его телефоном с целью получения кода доступа к секретной двери. Володя, Вера и Мария неплохо проводят операцию — Вадим ничего не заподозрил, вот только ничего на его телефоне найти не удается. Полицейская требует сведений от Воронцова, ей нужны новые данные. Воронцов снова начинает общаться с Верой — она немного удивлена, но рада этому. Елена требует от ребят позвонить их подруге, но они не могут это сделать, ведь её уже нет, и им очень грустно лишний раз об этом слышать.                       |
| 36 (96)  | 7 июня 2012    | Надя заходит в «космический корабль», где встречает «инопланетянина» — сына Тамары. Тамара уводит её оттуда. Вера и Володя пытаются придумать способ достать код с телефона Вадима в тот момент, когда этот код придет. Вера предлагает использовать Марию, Володя категорически против этого. В комнату девочек вселяется новенькая. Ребятам сейчас совершенно не до неё, а вот она бы хотела с ними пообщаться. Морозов требует от Марии узнать, кто же является напарником Володи Шевцова, вытянуть это любыми способами. Володя рассказывает Марии правду о Вадиме, что это именно он приложил свои руки к тому, что она вновь оказалась в психиатрической лечебнице, и рассказывает о его роли в Ингрид. Сотрудник Ингрид, который был готов сообщить данные о компании наконец-то отозвался в чате Тамаре, и она рассказывает об этом Воронцову. Они общаются в чате и договариваются о встрече рядом с интернатом. Вера убеждает Марию, чтобы она помогла ей с Вадимом не смотря на то, что Володя просил ее это не делать, и Мария соглашается. |
| 37 (97)  | 18 июня 2012   | Лиза продолжает общаться с призраком дочери Риттера Вульфа. То, что Лиза ошибочно принимала за поле для игры в классики, оказалась ничем иным, как планом закрытой школы. Ребята внимательно изучили его и нашли некоторое несоответствие реальному плану «Логоса». Возможно, именно здесь кроется разгадка одной страшной тайны. Младшеклашки снова делают добрые дела: они решили искать жениха для Галины Васильевны через сайт знакомств. Вот только на «правдивую» анкету почему-то никто не отзывается. Что же делать? Наверное, нужно написать так, чтобы потенциальным женихам понравилось. Анна Ольшанская начинает понимать, что её снова используют. Возможно, эта история с её беременностью и таинственной болезнью малыша устроена специально, в каких-то корыстных целях. Однако Пётр Морозов не собирается никак комментировать догадки молодой учительницы, она и так слишком много себе позволяет. |
| 38 (98)  | 19 июня 2012   | Отец Андрея и Нади постепенно начинает вспоминать события, произошедшие с ним до крушения яхты. Ему сложно поверить, что всё это происходило с ним. И он совсем не спешит поделиться своими воспоминаниями с приёмным отцом своей жены, хотя некоторые из них — именно то, что очень интересует Вульфа. Володя и Вера пробрались в подземелье под школой, где обнаружили секретные лаборатории. Вот где нужно искать улики против «Ингрид»! Только это совсем небезопасно, ведь лаборатории хорошо охраняются, и охрана позаботится о том, чтобы посторонние не ушли просто так. Максим Морозов и Андрей Авдеев проникают в помещение, которое было указано на плане школы, подсказанном призраком маленькой девочки. Оказывается, это запечатанная комната, где хранится очень много интересного. Ребята находят там дневник Риттера Вульфа и узнают трагическую историю его дочери, которая повлекла за собой множество событий. |
| 39 (99)  | 20 июня 2012   | Максим и Лиза продолжают конфликтовать. Его раздражает, что она лезет не в своё дело, а её бесит его вызывающее поведение. Пётр Морозов, конечно, уже в курсе, что ребята нашли запечатанную комнату Риттера Вульфа, а в ней его дневник и некую старинную киноплёнку. Более того, он уже дал задание своему агенту принести ему обе эти вещи. Но до дневника предатель пока не может добраться, ведь ребята практически не расстаются с ним. Вадиму пришлось подменять Анну Михайловну на уроке у малышей. Он многое умеет, но усмирять младшеклассников — дело не простое. Как же справится этот коварный злодей с целой бандой разбушевавшихся детишек? Верино видение о людях, над которыми проводят некие опыты, привело к некоторым результатам. Теперь Князь и его агентура знают, что нужно искать бездомных со следами инъекции. Главное — нужно торопиться, ведь эта новая форма вируса действует не так, как предыдущие. Вирус высвобождается, и человек становится этакой «бомбой». Необходимо как можно скорее остановить эпидемию! |
| 40 (100) | 21 июня 2012   | Крылова случайно слышит разговор Галины Васильевны со следовательницей, в котором они обсуждают гибель её отца. Елена понимает, что от неё скрывают нечто важное, и намеревается выяснить, в чём же дело. Ведь для неё Сергей Крылов был самым близким и родным человеком, от которого она всегда видела только хорошее. Войтевич, обречённый на жизнь в муках, не собирается прощать своих бывших коллег. Он намерен мстить им до конца и готов пойти на многое. Особенно нужно опасаться Петру Морозову, ведь это он счёл, что не стоит спасать старого друга. Александр Авдеев наконец-то встречается со своей женой. Она не слишком рада его видеть, потому что уже знает какую роль он сыграл в её судьбе. Но теперь её муж изменился и больше не причинит ей страданий. Он намерен помочь Наталье-Ирине, даже пойдя против воли Риттера Вульфа. Теперь, когда дневники Вульфа в руках у ребят, они обладают действительно важными сведениями о проекте «Гемини». Вот только смогут ли они ими воспользоваться? |
| 41 (101) | 25 июня 2012   | Злодеи пытаются перевербовать Машу Вершинину на свою сторону. Она в близких отношениях с их врагом Володей, и при этом на нее можно давить, угрожая Максиму. Маша соглашается, ведь самое главное для нее — это жизнь и безопасность сына. В отношениях Кирилла и Веры теперь полная идиллия. Они счастливы, как влюбленные школьники. Только Мите это не очень нравится, ведь он хочет, чтобы папа был вместе с мамой, а не с этой учительницей. Надю Авдееву ищут по всей школе. Андрей поделился своими планами с некоторыми доверенными лицами, но ведь он все равно не сможет прятать девочку вечно. Нужно что-то делать. Хотя Маша и согласилась работать на Петра и Вадима, ей очень трудно предавать Володю, к которому она испытывает искренние чувства. Она рассказала ему, в какие условия ее поставили. Уж вместе-то они придумают, что делать и как воспользоваться сложившейся ситуацией в своих интересах. |
| 42 (102) | 26 июня 2012   | Елена Крылова в шоке от информации о своем отце, она никогда не знала, что у него такое страшное прошлое, к ней он всегда относился очень хорошо, и она думала, что он всегда и со всеми такой. Войтевич устраивает огненное представление перед школой ночью, оно не нравится всем, даже его бывшим напарникам. Надю ищут не только доброжелатели, но и те, кому она нужна для дела. Ситуацию взял под контроль сам Риттер Вульф. Петру Морозову не поздоровится, если он не вернет малышку. Впрочем, он уже придумал, что сделать. Митя играет с подарком отца и не подозревает, какую опасность он хранит. Этого не знает и тот маленький паразит, который сломает подарок. А самая опасная составляющая игрушки, которая попала туда по нелепой случайности, окажется в руках детей… Петр Морозов попадает в засаду, устроенную Войтевичем. Он находится на волосок от гибели, и неизвестно, поможет ли ему что-то… Наде надоело прятаться, и она решила сама идти обратно в школу. Тем более что это недалеко — просто нужно пройти через лес. В лесу ее встречает сходящий с ума от тревоги Андрей и кое-кто еще… Тот, от кого брат пытался ее уберечь. |
| 43 (103) | 27 июня 2012   | Оказывается, на стороне зла из школьников находится не только наш старый знакомец. У Вадима есть своя агентура, которая готова ему помогать. Петр Морозов не упускает возможности поиздеваться над теми, кто слабее. Его любимая жертва последнее время — его агент среди ребят. Он якобы посвящает его в свои планы, касающиеся других детей, и не сулящие им ничего хорошего. Максим и Лиза все же спустились в подземелье. Они ищут то место, которое показывает призрак дочери Вульфа, но попадают в ловушку. Лизе совсем плохо. Володя, пытаясь найти лекарство от смертельного вируса, попал в руки врагов. Его допрашивает Вадим, и особо не церемонится с выбором метода допроса. Но сам Володя Шевцов никого не интересует. Злодеям нужна более значительная фигура — Князь. К сожалению, у негодяев есть рычаг давления на Володю — это Маша… Александр Авдеев решил помочь своей жене и малышу. Он понял, что от Вульфа милости никогда не дождаться, и начал действовать сам. Наталья-Ирина ему не слишком доверяет, ведь он предал ее однажды. Но теперь все будет иначе.                                                                        |
| 44 (104) | 28 июня 2012   | Максим и Лиза почти достигают того места, которое указывает призрак Ингрид. Но внезапно ребят ждет неприятный сюрприз: навстречу выходит Петр Морозов собственной персоной и наставляет пистолет на приемного сына. Пожалеет ли этот человек мальчика, который долгие годы считал его отцом? Андрей наконец-то находит на минус втором уровне подземелья сестру. Девочка очень рада его видеть, а вот охранник — не очень. Смелый мальчик мог бы лишиться жизни, если бы не неожиданная поддержка. В общение Петра Морозова с Максимом вмешался еще один человек — сам Риттер Вульф. Ему никого не жалко, кроме собственной родной дочери. Он искренне верит, что девочка жива, и собирается наконец-то завершить свой эксперимент. Но в его планы вмешиваются сначала Максим, а затем еще и Константин Войтевич, сходящий с ума от жажды мести. В школе внезапно раздается громкий звук и чувствуется сотрясение здания. Все напуганы и не понимают, что произошло. А это в подземелье, в том помещении, где стояла световая машина, случился взрыв. |

### Сезон 4 («Выпускной», «Развязка»)
| № серии  | Премьера         | Описание серии |
| -------- | ---------------- | --- |
| 1 (105)  | 3 сентября 2012  | Теперь почти все обитатели школы «Логос» знают, когда началась история интерната и при каких обстоятельствах. Наконец-то можно действовать и наказать негодяев, скрывающих свои темные делишки под видом деятельности фармацевтической компании «Ингрид». Петру Морозову удалось выбраться из подземелья буквально в последний момент. Но что же он собирается теперь делать, к тому же с жестоким недругом за спиной? Ампула с новым еще более опасным штаммом вируса раздавлена прямо посреди школы. Теперь все, кто находился в здании «Логоса», инфицированы… Но хуже всего то, что это не останется тайной для людей, которые могут помешать планам главных героев. |
| 2 (106)  | 4 сентября 2012  | В школе продолжаются занятия: теми, кто в курсе страшных событий, было принято решение не сеять панику среди школьников и делать вид, что все в порядке. Вот только почему-то не работают ни радио, ни телевидение, ни связь… Долго ли получится держать всех в неведении? Князь, который непосредственно участвовал в излечении зараженных бездомных, не смог избежать заражения. Его жизнь висит на волоске, а его возраст играет против него: ведь молодой организм может продержаться дольше… Школьникам не нравится, что их никуда не выпускают из здания школы, к тому же они не могут даже поговорить с родителями. Назревает бунт. Роман Кирилла Воронцова и Веры Назаровой в самом разгаре. Он расстраивает только одного человека: Митю. Мальчик так хочет, чтобы его родители были снова вместе. |
| 3 (107)  | 5 сентября 2012  | «Логос» по-прежнему на карантине. Количество заражённых растёт, а вакцины катастрофически не хватает. Взрослые пытаются сдержать панику среди учеников. Андрей предпринимает попытку покинуть школу, и это ему почти удается… В последний момент его замечают, и раздаётся выстрел... Андрей приходит в себя в школьном медпункте. Все очень обеспокоены его самочувствием, но безумно рады, что все обошлось — ведь выходка Авдеева могла закончится весьма печально для него. А Андрей, пока был без сознания, видел сон. Хотя, возможно, это был не просто сон, а видение или даже послание. Может быть, кто-то хочет достучаться до него и сообщить нечто важное. |
| 4 (108)  | 6 сентября 2012  | Обитатели школы очень обеспокоены тем, что в «Логос» доставляют инфицированных посторонних людей. Взрослые стараются оградить ребят от встречи с ними, а идеале — сделать так, чтобы как можно меньше учеников знали о приезде «гостей». Несмотря на это, ребята все же встречают в коридоре нескольких человек. И кто знает, может быть эта встреча приведёт к непредсказуемым последствиям. |
| 5 (109)  | 10 сентября 2012 | Ребята пытаются выбраться из школы, они взяли с собой рюкзаки и идут к периметру территории школы. Вика неожиданно видит человека, которого она никак не ожидала увидеть, этого не может быть, но она это видит. Она просто не может не пойти вслед, немного отойдя от остальных ребят она падает и видит странного человека, который не разжимая губ просит ее о помощи, после этого Вика просыпается. Елена и Галина Васильевна обсуждают случившийся в подземелье завал, удастся ли спасти тех, кто там может находиться, или они уже погибли и все бесполезно. Взрослые решают какими силами им раскапывать завал, нужно как можно больше рабочих рук, а учителей и персонала в школе не так и много. Кто-то предлагает разумную идею — использовать школьников, но Елена против, по ее мнению они должны учиться и не знать о случившемся. С Еленой соглашаются остальные и на раскопки отправляется первая партия учителей. |
| 6 (110)  | 11 сентября 2012 | Ребята находят в рюкзаке Славы некоторые украденные у них вещи, тот отпирается, в комнату заходит Елена и пытается разобраться в ситуации. Остальные же украденные вещи ждет совсем другая судьба, те, что нашлись у Славы, выполняли функции приманки. Лиза болтает с Марией о Максе и попутно стаскивает у нее связку ключей, с их помощью она проникает в какую-то комнату, оформляет все там и забирается в ванну, вот только какие-то странные пугающие шаги слышны совсем рядом, но это оказывается не монстр и не злодей, а Галина Васильевна. Лейтенант приносит подпорки и другое оборудование в шахту, теперь работа по расчистке пойдет быстрее, Анна хочет помогать в расчистке, но было бы куда полезнее если бы вместо нее на помощь пришли крепкие старшеклассники. Митя ревнует отца к Вере, он считает, что Кирилл стал уделять ему меньше внимания именно из-за нее. Дверь к заболевшим укрепляют снаружи во избежание инцидентов, им это очень не нравится. |
| 7 (111)  | 12 сентября 2012 | Женя вспоминает прошлое, когда-то она уже видела одного человека из тех, кто сейчас сидит в школе в карантинной зоне, эти воспоминания тревожат ее, события тогда происходили очень печальные для девочки. Женя в душе общается с какой-то девочкой, а у той неожиданно идет кровь из носа, что явный признак заражения. Женя запирает девочку в душевой и зовет Ларису, чтобы та скорее изолировала зараженную. Надя с Алисой видят Максима с лопатой, и ему, чтобы не рассказывать про завал и лекарства приходится придумать историю про пиратский клад, Галина Васильевна поддерживает эту версию, и вот уже девочки этот клад ищут. Они просто не могли пройти мимо такого приключения. Ребята обсуждают свой общий сон, они вспоминают детали, и думают, что с этим делать. Максим просит прощения у Лизы. Елена рассказывает Яне о своих пропавших вещах, а Наде с Алисой показалось, что они говорят о сокровищах пиратов, а значит эти сокровища тем более надо искать. |
| 8 (112)  | 13 сентября 2012 | Лариса дает показания Яне, подробно рассказывая то, что она знает про деятельность Ингрид. Также Лариса рассказывает кое-что интересное про Виктора. Володя прячет полученный пистолет, но не очень хорошо, кое-кто видел все. Елена очень ругается, из-за того, что девочки находились рядом со взрывом, динамит решено спрятать в сейф, лейтенант немного флиртует с Еленой. Максим с Андреем тренируются в спортзале, Максим не сразу, но все-таки через некоторое время рассказывает другу о своих проблемах, Андрей обещает, что никому не расскажет о его тайне. Галина Васильевна объясняет девочкам, что никакого сокровища не было, она все придумала. Кирилл должен поговорить с Митей на счет матери, но пока откладывает это трудное дело. Вика не доверяет Жене, и говорит ей об этом когда они остаются наедине, она считает, что Даша больше подходит Андрею. |
| 9 (113)  | 17 сентября 2012 | Выстрел наверху, в карантинной зоне школы пугает всех, Лариса в сознании и просит Володю осмотреть ранение под ее руководством. Лариса надо бы отвезти в больницу, но вот выпустят ли ее военные пока не ясно. Андрей лежит раненный и просит Рому позаботиться о его сестре, Рома сознается в своем предательстве и тут Андрей неожиданно вскакивает и начинает его душить. На самом деле это все оказалось сном Ромы, это он лежал без сознания, а Андрей тряс его чтобы привести в чувства. Андрей и Рома думают как бы им спастись, они кричат и стучат, но пока никто их не слышит, далеко они все-таки от всех. Мария просит Максима быть осторожнее, так как много опасностей повсюду, но максим все равно хочет в подземелье и продолжать копать, по дороге ему встречается Анна, которая обеспокоена пропажей Андрея и Ромы. Военные вместо того, чтобы эвакуировать раненую Ларису привозят в школу короб с лекарствами и набором юного хирурга. Проблема в том, что кроме Ларисы врачей в школе нет, а она то как раз и ранена. |
| 10 (114) | 18 сентября 2012 | Яна расспрашивает Женю, почему она боится того человека, но Женя не сознается, а тут еще обнаруживают пропажу лекарств из медпункта. Лекарств остается менее чем на один раз для всех больных. Ребята собираются в подземелье искать путь вниз, к тому человеку из сна, но их прерывают — сейчас всю школу будут обыскивать в поисках лекарства и все должны быть на месте. Женя решилась пойти и взять кровь, ей страшно, но она делает это. В школе проходит всеобщий обыск, Рома прячет пистолет и его не успевают найти. Надя и Алиса проникают в комнату Мити и собираются проникнуть на чердак, но их останавливает учитель, которая только сейчас узнает, что Митя болен и спрятан пока от всех. Под кроватью в комнате Кирилла и Мити находят две коробки лекарств, которые были украдены из медпункта. После такого сложно не подозревать в краже Воронцова. |
| 11 (115) | 19 сентября 2012 | Лекарства окончательно подошли к концу, а заболевших детей становится все больше. Вот уже нужно переселять в изолятор целую комнату… Вика и Лиза активно помогают взрослым справляться с проблемами. Галина Васильевна и Елена вынуждены все чаще прибегать к их помощи, особенно пока Лариса не выздоровела. Вадим с другими участниками раскопок изучают, от чего случился обвал в подземелье. Оказывается, это диверсия! Кто-то перерезал веревку, которая поддерживала опоры, и поэтому все рухнуло. Под подозрением оказывается Кирилл Воронцов, который, как всем известно, не испытывает особой любви к Вадиму. Кирилл Воронцов под подозрением: улики указывают, что он причастен к обрушению сводов подземелья, где проводились раскопки. Неужели он так ненавидит Вадима, что готов рисковать жизнями детей, лишь бы погубить недруга? Это не очень похоже на Кирилла... |
| 12 (116) | 20 сентября 2012 | Агенты Князя обнаружили в интернате бесценные украшения, пропавшие во время Второй мировой войны. Они не лежали в запасниках, а были собственностью в семьях основателей компании «Ингрид». Отцы однажды подарили их своим дочерям. Теперь женщины готовы вернуть украшения, ведь они не знали о их происхождении. Надя и Алиса случайно услышали разговор взрослых о том, что в изоляторе не хватает кроватей. Ведь это же просто ужасно! Взрослые решили, что можно малышей класть по двое на одну кровать. А вдруг Мите придется спать на одной кровати с коварной соблазнительницей из третьего класса?.. Алиса просто не может вынести мыслей об этом. Мите очень грустно сидеть в изоляторе. Он скучает по папе, Алисе и Наде. Мальчику совсем не хочется играть с другими ребятами, и заводить роман с третьеклассницей тоже. Андрей рассказал Жене о странном незнакомце из его с ребятами снов. Девочке сложно поверить, что такое бывает, но ведь ей нравится Андрей... |
| 13 (117) | 24 сентября 2012 | Даша считает, что вычислила предателя, но не все ребята в этом уверенны. Ермолаев открывает Андрею тайну, связанную с его семьей. Медальон с лилией интересует теперь не только Дениса. Антидот заканчивается. Куриленко переманивает старшеклассников на свою сторону. Лариса обращается к Вадиму за помощью в синтезировании вакцины. Анну, наконец, находят, но она в очень тяжелом состоянии... |
| 14 (118) | 25 сентября 2012 | Рома получает таинственную записку и решает убить Дашу. Вика переживает за Максима и крадет для него единственный образец вакцины. Володе без лекарства становится совсем плохо. Куриленко подбивает ребят вырваться из больничного блока. Павел и Виктор пытаются разобраться в том, что произошло с Анной. Тася оказывается закрытой в гробу. Вадим внезапно встречает Войтевича. |
| 15 (119) | 26 сентября 2012 | Павел и Виктор допрашивают Харитонова. Никто не знает, где искать Вадима. А Вадим узнает, что работодатели его используют. Ребята разоблачают Рому. Роме приходится скрываться от друзей. Женя считает, что у нее есть шанс заполучить Андрея. Максим забывает, что расстался с Лизой. Тем временем Леша и Вика узнают нечто новое о тайной комнате. |
| 16 (120) | 27 сентября 2012 | Андрей расправляется с Ромой. Леша и Вика рассказывают ребятам о своем удивительном открытии. Денис и Лиля узнают, что Галина Васильевна пропала. Куриленко берет в заложники Володю и пытается выломать дверь в больничном блоке. Воронцов и Павел находят люк, ведущий в подземелье. Вадим понимает, что он обречен. Попытка Елены остановить драку между Вадимом и Воронцовым оборачивается трагедией. |
| 17 (121) | 22 октября 2012  | Максим Морозов лежит в каком-то странном месте, светит очень яркий свет, в том числе и из его глаз. Что же такое происходит с мальчиком, нам объяснят, позже, видимо, еще не в этой серии, а пока покажут события, которые произошли за несколько дней до этого. Около забора, возведенного военными вокруг территории школы, репортер, он ведет свой репортаж о событиях в школе, берет интервью у Елены Крыловой. Оказывается, теперь в школе в изоляции находятся уже здоровые дети, их собрали в спортзале, вместе с ними Галина Васильевна и один учитель. Остальные же ученики и учителя школы заражены и занимают остальную территорию школы — слишком уж их стало много. Некоторое количество лекарства от вируса удалось найти среди уничтоженных Вадимом с напарником ампул. Этими лекарствами пока и продлевают жизнь всех учеников школы. Все очень ждут световую машину от военных, с помощью которой, как ожидается, можно будет излечить зараженных полностью. Самый буйный из бывших карантинщиков сбежал и бродит по лесу в округе. |
| 18 (122) | 23 октября 2012  | Галина Васильевна пытается организовать ребят в карантине на игру, их надо как-то занимать. Рома просит солдата выпустить его, а тот, естественно, отказывается это делать, тогда Рома наставляет пистолет на солдата. Володя и лейтенант находят нужного человека в подземелье, он еще жив, но сильно ранен. Рома рассказывает Елене свою историю, как ему угрожал Морозов старший. Рому решено пока задержать. Елена корит себя, что не замечала всего этого. Володя и не подозревает, какая ему угрожала опасность, он был на волосок от гибели, вот только за секунду до удара оказалось, что у лейтенанта тоже пошла кровь из носа, а значит, он уже заражен. Андрей говорит с Максимом о его потере памяти, Макс бесится, и просит не говорить Лизе. Ребята немного дерутся. В школе остается все меньше здоровых. Новым заболевшим выдают по ампуле, оказывается лекарства хранятся теперь в спортзале. |
| 19 (123) | 24 октября 2012  | Все обитатели школы приходят в себя после вторжения военных. Достаточно быстро Володя догадывается о причине прихода военных. И он прав — они действительно забрали из школы создателя световой машины. Что теперь делать без лекарств и излечивающей машины совершенно непонятно. В лагере военных создатель световой машины приходит в себя, рядом с ним Вадим и полковник, которые требуют от него продолжить работу по созданию машины, в случае же отказа у них есть способы все равно настоять на своем. Елена и лейтенант около периметра, они требуют объяснений от полковника, тот не хочет ничего объяснять и предупреждает, что солдаты будут стрелять во всех кто подойдет к забору. Макс и Андрей обсуждают Лизу, а заодно и Женю, которой очень нравится Андрей. Но Андрей так не может, Даша не выходит из его сердца. |
| 20 (124) | 25 октября 2012  | Лейтенант и Володя следят за заставами и патрулями военных, в бинокль они высматривают еще и то, что военные закладывают мины по периметру. Через минное поле прорываться будет уже совсем сложно. Создателя световой машины хотят отвезти в Грецию, он сообщает, что Вульф установил ему в сердце специальный клапан, который остановит его сердце, если он отъедет от школы. Вадим не верит этому. Мальчик сообщает Андрею о злодее, схватившем Женю, тот, конечно, спешит на помощь. Вика пытается восстановить информацию с ноутбука Вадима, попутно обсуждая с Лизой Максима, который в это время стоит за дверью и подслушивает. Лизе приходит конверт от Ромы, в конверте письмо, в котором он просит прощения и прощается с ней. Девочки видят как Слава, Рома и компания ребят пытается выбраться с территории школы, вот только они не знают, что все подходы к периметру уже заминированы. |
| 21 (125) | 29 октября 2012  | Побег учеников не увенчался успехом: их вернули обратно и посадили под арест. Правда, под очень мягкий и ненавязчивый арест, но все же. Однако, это мероприятие имело свои последствия. На одной из мин, заложенных военными, подорвался негодяй, преследовавший Женю. А еще на одной остался стоять Володя… Выясняется, что есть возможность изготовить еще лекарство, используя кровь Нади. Он слышать не хочет о том, что Андрей против. И это неудивительно: ведь его собственный сын, а также еще четыре сотни учеников в опасности. Ребята теперь знают, кем на самом деле является полковник, руководящий карантином школы. Но это не прибавило им жизнерадостности: они поняли, что уж теперь-то за их жизни нельзя дать и ломаного гроша. Вика должна расшифровать кое-какие документы, которые помогут покарать негодяев, когда все выберутся из осады. Они находятся на компьютере, и его теперь нужно беречь как зеницу ока. |
| 22 (126) | 30 октября 2012  | Андрей узнает, что у Нади все же взяли кровь для приготовления лекарства. Он устраивает скандал сперва Ларисе, затем Елене. Мальчик никак не может взять в толк, что безопасная для его сестренки процедура может спасти всех обитателей школы. Мария случайно слышит обрывок разговора о минах. Он выпытывает всю информацию из своих собеседников и бежит в лес, к Володе. Надю снова угощают вкусняшками — ведь ей нужно восстановиться после сдачи крови. Но Алисе тоже очень хочется вкусненького, и она выманивает у подруги ее аппетитный полдник. Теперь Надя считает себя толстой, ведь ей так сказала подруга. Надя решила сесть на диету — ведь друзья напугали ее целлюлитом и лишним весом! А на самом деле им просто хотелось шоколада, который давали Надюше. Маша прибежала в лес, где на мине стоит Володя. Она хочет с ним попрощаться, ведь неизвестно, чем закончится операция по разминированию. К счастью, уже прибыли саперы, и ждать остается недолго. |
| 23 (127) | 31 октября 2012  | Галине Васильевне очень понравилась идея Володи и Марии жениться. Она даже предложила использовать платье, которое где-то у нее лежит и может вполне стать свадебным. В подземелье обнаруживаются детали, с помощью которых можно собрать радиопередатчик. Рома волнуется о Вике, но Андрей и Максим не хотят пускать его к девочке, Рома просит прощения, но ребята прощать его не собираются. Почти все думают, что Лариса сбежала из школы, обманув всех. Ребята теперь критически к ней настроены и решают перепроверить некоторые ее слова. Мария примеряет платье от Галины Васильевны. Оно очень старомодное, и девочки, увидевшие его, принимают платье за карнавальное. Надя и Алиса хотят быть подружками невесты, а пока никто не видит Алиса стаскивает у Марии кольцо для свадьбы. Она хочет, чтобы Митя позвал ее замуж, ну или самой предложить ему это. |
| 24 (128) | 1 ноября 2012    | Максим вышел в школу через камин, чтобы позвать друзей на помощь Андрею, который ждет в подземелье, придавленный чем-то тяжелым. Но случилась страшная неприятность: дала о себе знать болезнь Макса. Он просто забыл, что случилось внизу, и зачем он срочно вернулся в пансион! Рома что-то задумал: он нашел моток толстой веревки и стремянку. Однако его отвлекли от задуманного: некто, явно скрываясь, что-то спрятал в чулане и поспешно скрылся. Этот человек отнес в лес мешок с инструментами для раскопок. Похоже, Рома напал на след кого-то, кому есть ради чего заметать следы. Агенты Князя обсуждают личную жизнь, пойманного недавно солдата и ситуацию вокруг в целом. Мария тревожится по поводу свадьбы, но Володя успокаивает ее. Мария не помнит где ее кольцо, а Володя пошел к пленному солдату. В рации солдата агенты Князя слышат переговоры военных, которые планируют вторжение в школу, из услышанного они делают вывод: полковник планирует вынести из школы ящики с вирусом. |
| 25 (129) | 6 ноября 2012    | Агенты Князя вместе с солдатами привозят в военный лагерь ящики из подземелья, солдаты даже и не догадываются, что вместо их товарищей под формой и противогазами скрываются совсем другие люди. Володя хоть и заражен, но все равно вынужден снять противогаз, в противном случае их быстро заподозрят. Макс пишет какие-то числа на доске мелом много раз, создатель световой машины объясняет ему, что эти числа потом их все спасут и их надо обязательно запомнить. От них зависит жизнь. Создатель световой машины, числа, доска и прочее — это все приснилось Максиму во сне, он просыпается и рядом с ним Лиза. Лиза не беспокоится о сне Макса, она больше беспокоится, что это их последний день. Лекарств нет и не принимали их уже давно. У Максима есть ампула с лекарством, которое он не принял последний раз, он не собирается его принимать и сейчас, он подлил его в бокал Лизы, так как хочет, даже ценой своей жизни, помочь своей любимой. Младшие школьники играю в игру на желании, Веревкин показал Галине Васильевне попу, Митя был вынужден сказать кто ему нравится из девочек. К большому удивлению Алисы Мите нравится не она, а ее подруга. Расстроенная девочка выбегает из комнаты. |
| 26 (130) | 7 ноября 2012    | Алиса убеждает подругу наесться чеснока и тогда поцеловать Митю, чтобы он с ней больше целоваться не захотел никогда. Рацию находят у учительницы в шкафчике, попутно лейтенант узнает, что Володя с напарником как раз сейчас должны быть на базе военных. Агенты Князя, тем временем, проникают на склад где хранится уран. Агент князя обнаружен, но успевает вырубить солдата и взять уран. Ребята предлагают Андрею попытаться вырваться из школы вместе с ними, тот категорически против этого. Агент полковника не понимает, зачем майор приказал ей сломать радио, ведь теперь все станет про нее понятно, но лейтенант предлагает ей идти к периметру, где ее встретят и эвакуируют. Становится понятно как майор связался с Ингрид, что и как ему предложили сделать, наконец-то мы видим одну из главных нацистских преступниц – Теодору Раубер. Взамен лейтенант должен будет кое-что сделать. |
| 27 (131) | 8 ноября 2012    | Слава тащит упирающуюся девочку к периметру, а Андрей преследует их, но несколько отстал. Девочка кусает Славу и убегает, пока он в замешательстве. Слава догоняет ее, но тут появляется Войтевич и бьет Славу по голове. Володя доставляет создателя световой машины в школу, и пусть храбрый повар остался без напарника, но его миссия выполнена. Теперь можно начать создавать машину для излечивания и каким-то образом заполучить уран. Около периметра Андрей находит Славу и опять бьет его, но тот не знает где девочка, тут откуда-то раздается детский голос и Андрей спешит туда, бегущий за Андреем Макс тоже не пропускает возможности ударить Славу. Наконец девочка найдена. Мария очень рада увидеть вернувшегося Володю, к тому же, тот рассказывает ей, что Макс не сбежит из школы, а скоро вернется обратно. Все грустят из-за того, что второй агент Князя остался в руках у негодяев и пока непонятно как его выручать. Слава прикован наручниками в комнате, его допрашивает лейтенант, которого интересует, как Слава узнал про особые свойства Нади. Тот все рассказывает. |
| 28 (132) | 12 ноября 2012   | В школе тоже не сразу понимают о чем идет речь, но самым догадливым оказывается Володя, он понимает, что уран должен быть спрятан в грузе продовольствия для школы и надо его скорее получить. Подруга спрашивает у Алисы, чтобы та хотела сделать если бы сегодня был ее последний день, та удивлена вопросом но рассказывает. Теперь девочка хочет попытаться помочь своей подруге исполнить ее мечту. А мечтает Алиса о поцелуе с Митей. Лиза и Вика находят в лесу следы одежды кого-то из учеников, они начинают искать вокруг и делают несколько очень интересных находок. Эти находки очень важны для обитателей школы. Прикованный наручниками Слава просит о помощи, но слышит его только Максим, Слава просит освободить его а взамен он готов рассказать как выбраться из школы. Максим узнает в каком месте забора есть дыра, в которую можно выбраться за периметр, Славу при этом он не освобождает. Военные разгружают ящики с товарами для школы, а Володя в нетерпении ждет когда же их можно будет забрать. |
| 29 (133) | 13 ноября 2012   | По школьному коридору идет Максим, его окликает Лиза и подходит к нему. Максим говорит, что ему надо уходить, а Лиза просит его остаться с ней. А кто-то зовет его к себе в свет и напоминает о прошлом. Лиза удерживает Макса, он остается с ней и приходит в себя. Максим жив. Прибор показывает, что Максим полностью излечен от вируса. Все счастливы. Злодеи за периметром негодуют, если все вылечатся, то военным придется Восемь часов спустя почти все ученики прошли через световую машину и скоро должны пойти учителя. Мария с Володей строят планы на будущее, куда они поедут и что будут делать когда все закончится. Мария благодарит майора за помощь, она считает, что он за них и очень много им помог. Лиза тем временем отводит Володю в сторону и сообщает ему что-то важное. Володя и майор решают устроить совет с другими взрослыми и решить, что делать дальше. На совете Володя рассказывает, что все исцелены и предлагает план как всем выбраться из школы, прорвавшись через военных. Отвлекающий маневр должен отвлечь военных с периметра в одной стороне, а в это время с другой стороны все обитатели школы должны покинуть ее незамеченными.                                     |
| 30 (134) | 14 ноября 2012   | Майор неожиданно наставляет на Володю пистолет, он рассказывает Володе о том, что он всегда был против них, и подает сигнал выбирающимся из школы. Дети и взрослые в подземелье и должны начать выходить из него, а ведь где-то недалеко притаился полковник с солдатами и отравляющим газом. Что же будет?! Солдаты стреляют газовыми гранатами в подземелье. Школа горит, Надя ходит в дыму, её находит шпионка и берёт с собой. Полковник светит фонарем в подземелье и не видит там никого. А майор тем временем собирается убить Володю, но ему звонит полковник, который возмущен, что в подземелье никого нет. Теперь уже Володя смеется над майором и рассказывает тому, как он его обманул. Видео с телефона одного из школьников о том как майор закапывает Ларису у Володи с собой. Этот телефон нашли Лиза с Викой, они первые увидели видео и рассказали Володе об этом, скрыв от всех остальных в школе. Володя же на совете предупредил только нескольких учителей. Пистолет по-прежнему у майора, но выстрелить он пока не может ведь ему надо знать, какой план у Володи. Ученики и взрослые вышли на поверхность совсем не в том месте где их ожидали увидеть.                                    |

## Производство сериала
- Изначально сериал планировался для показа на канале ТВ3. Генеральный директор канала ТВ3 Александр Карпов о сериале:

«Мы посчитали, что это тоже форматная история. Мы смотрели на него в своё время и поняли, что это, всё-таки, помоложе аудитория, чем наша, поэтому мы его не купили. А СТС его купил, и я думаю, что у них всё получится хорошо».— 
- Рабочее название сериала было «Интернат» (съёмки «пилотной серии» начались 31 августа 2010 года)[5], однако 13 марта 2011 года Вячеслав Муругов, генеральный директор канала СТС, в своём микроблоге, в Твиттере, написал о переименовании сериала «Интернат» в сериал «Лес»[6]. А 24 марта 2011 года Вячеслав Муругов в Твиттере написал о переименовании сериала «Лес» в сериал «Закрытая школа»[6].

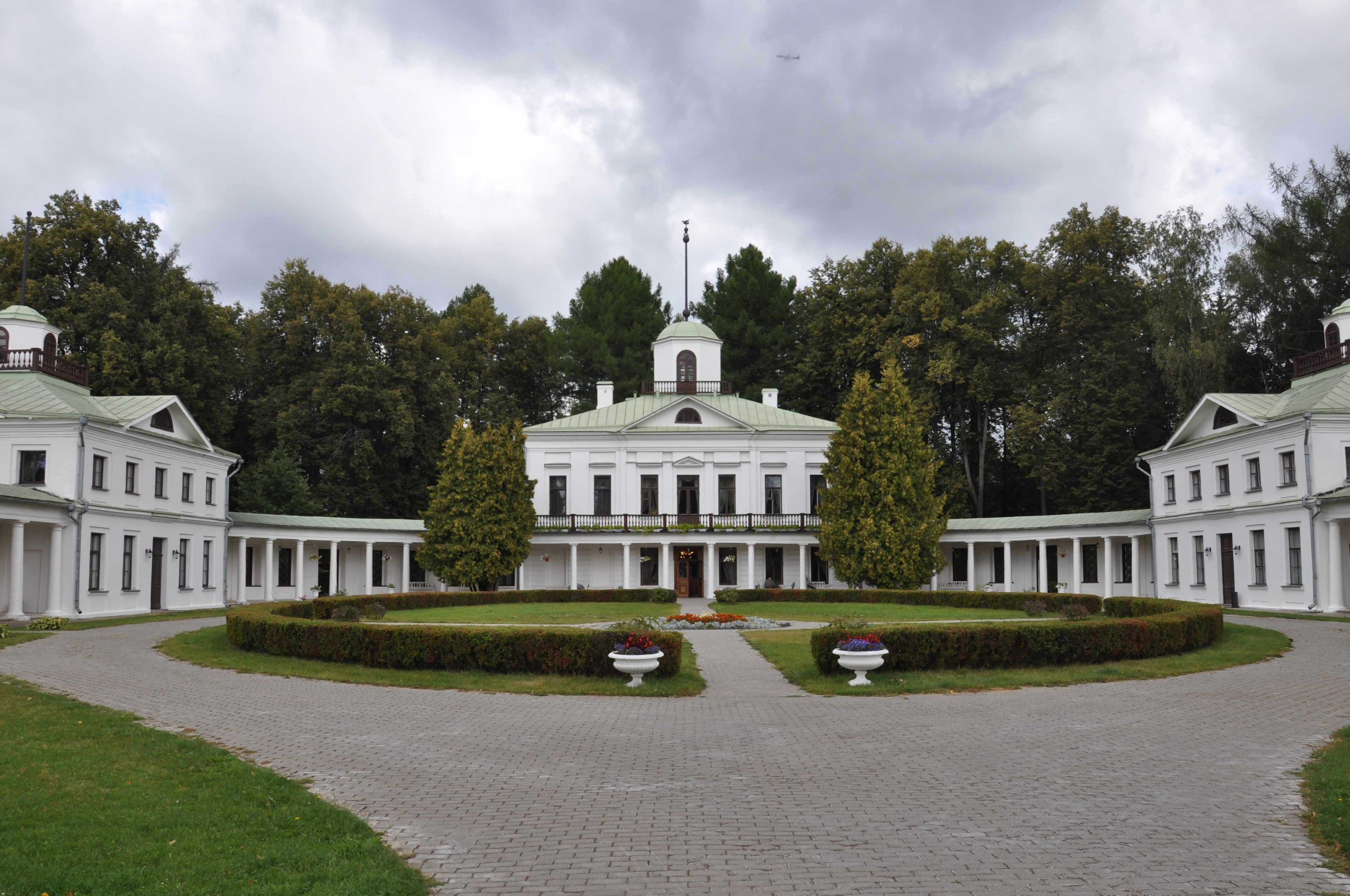
Усадьба Середниково, в которой проходили съёмки сериала.

- Режиссёр сериала Олег Асадулин о съёмках:

«Съёмки сериала проходили в старинной подмосковной усадьбе Середниково и её окрестностях. Это родовое гнездо Столыпиных-Лермонтовых. В юные годы поэт проводил здесь летние каникулы. А внутренние помещения школы снимали в павильонах».— 
- Алексей Коряков (в сериале играет Андрея Авдеева) первоначально пробовался на роль Максима Морозова.
- Роль Дарьи Старковой изначально должна была сыграть Марина Петренко, однако роль была отдана Агате Муцениеце. Генеральный продюсер сериала Вячеслав Муругов прояснил ситуацию:

«Марине график не позволял работать в проекте. Ждать мы не могли. Уверен мы ещё поработаем. Но я рад, что открыл Агату. Очень».— 
- Павел Прилучный, исполнитель роли Максима Морозова, вспоминает:

«До этого проекта я никогда ничего не боялся. Но когда начал сниматься в „Закрытой школе“, то какое-то время спал исключительно с включённым компьютером — источник света мне был необходим».
- Героиня Агаты Муцениеце Дарья Старкова, если бы создатели сериала действовали строго по «Чёрной лагуне», должна была умереть ещё в конце 3-го сезона. Однако в «Закрытой школе» сценаристы из-за популярности актрисы решили её героиню оставить в сериале. Тем не менее, по неизвестным причинам в конце 4-го сезона Даша умирает. С одной стороны, это можно объяснить тем, что в период съёмок последних серий (октября 2012 года[9]) Агата Муцениеце была беременна, уже на большом сроке. Но с другой стороны, она вплоть до последней серии снималась в «Закрытой школе», теперь в виде призрака Дарьи. Причина такого поворота сюжета неизвестна.

## Показ телесериала

### Телевидение

#### Россия
В России сериал выходил на телеканале СТС.
- Первый сезон с 11 апреля по 23 мая 2011 года. 20 серий (серии 1—20). Адаптация 1—2 сезонов «Чёрной лагуны».

Слоган: Выпускного не будет
- Второй сезон с 3 октября по 8 декабря 2011 года. 40 серий (серии 21—60). Адаптация 3—4 сезонов «Чёрной лагуны».

Слоган: Отчисляем по одному
- Третий сезон с 26 марта по 28 июня 2012 года. 44 серии (серии 61—104). Адаптация 5—6 сезонов «Чёрной лагуны» + оригинальные сюжетные линии (смерть Юлии и появление Лизы Виноградовой, история Павла Лобанова).

Слоган: Заставь себя жить
- Четвёртый сезон с 3 сентября по 14 ноября 2012 года. 30 серий (серии 105—134). Адаптация 7-го сезона «Чёрной лагуны» + оригинальные сюжетные линии (загадочный подвал графа Щербатова, история Даши Старковой).

Слоганы: Выпускной (серии 105—120) и Развязка (серии 121—134).

#### Украина
На Украине:
- Первый сезон с 15 мая по 27 мая 2011 года выходил на телеканале «Интер», а также со 2 января по 27 января 2012 года на телеканале «К1».
- Второй сезон с 17 октября по 22 декабря 2011 года на телеканале «ТЕТ».
- Третий сезон с 6 августа по 4 октября 2012 года на «Новом канале».
- Четвёртый сезон с 29 октября по 7 декабря 2012 года на «Новом канале».

#### Латвия
В Латвии сериал выходил на телеканале TV3.
- Первый сезон со 2 января по 27 января 2012 года.
- Второй сезон с 30 января по 23 марта 2012 года.
- Третий сезон с 14 августа по 12 октября 2012 года.
- Четвёртый сезон с 15 октября по 23 ноября 2012 года.

#### Казахстан
В Казахстане сериал выходил на телеканале «Ел Арна».
- Первый сезон с 16 января по 16 февраля 2012 года.
- Второй сезон с 20 февраля по 26 апреля 2012 года.
- Третий сезон с 30 апреля по 11 июля 2012 года.

#### Белоруссия
В Белоруссии сериал выходил на телеканале «Общенациональное телевидение».
- Первый сезон с 29 февраля по 5 апреля 2012 года.
- Второй сезон с 9 апреля по 21 июня 2012 года и с 4 по 10 июля 2012 года.
- Третий сезон с 11 июля по 25 сентября 2012 года.
- Четвёртый сезон с 26 сентября по 22 ноября 2012 года.

### Интернет
Сериал можно было посмотреть не только в эфире, но и онлайн на официальных Интернет-ресурсах. Так, в конце августа 2012 года, кинокомпания «Амедиа» перезапустила зрительский портал «Амедиа.ру». Новые серии «Закрытой школы» появлялись на сайте ежедневно, в режиме catch-up (сразу после премьеры). Также выкладывались фотографии и новости со съёмочной площадки.
Кроме того, все серии «Закрытой школы» доступны для просмотра жителям России на официальном портале «СТС Медиа» «Видеоморе.ру».

### Рейтинг сериала в России
Средняя доля первого сезона проекта на СТС составила 14,7 % по аудитории «Россия, все 6—54». Высокие рейтинги позволили продлить сериал на 2, 3 и 4 сезоны. Цифры второго и третьего сезона оказались ниже — 11,2 % и 11,8 %. Однако сериал стоял в прайм-тайм и продолжал удерживать долю выше средней по каналу. Доля первой части четвёртого сезона («Закрытая школа. Выпускной»), показанная в сентябре 2012, составила 13,4 %.
- Генеральный директор канала СТС Вячеслав Муругов:

«„Закрытая школа“ — наш джокер, который, судя по рейтингам, попал не просто в нашу аудиторию, а попал во всю страну».— 

«Прошло около двух недель с момента запуска, и у триллера огромные рейтинги. На моей памяти это наш лучший старт со времён „Не родись красивой“».
— 
- Успех сериала отметила телекритик издательского дома «Коммерсантъ» Арина Бородина:

«Аудитория уже две недели подряд смотрит „Закрытую школу“ очень активно. Динамика устойчивая. При средней доле СТС за неделю среди зрителей от 6 до 54 лет по стране на уровне 12 % доля сериала составила 14-15 %, а в Москве ещё выше — от 17 % до 19 %. При том что среди тех, кому от 6 до 54 лет, СТС в столице в среднем смотрит около 10 % зрителей. А более молодая аудитория от 14 до 44 лет и от 18 до 30, особенно женщины этого возраста, похоже, вообще, что называется, „подсела“ на сериал „Закрытая школа“. В Москве доли уходят далеко за 20 %, а у первых серий мелькала цифра в 25-29 % аудитории. Пока не ясно, правда, насколько эта тенденция на СТС укрепится. То, что сериал „Закрытая школа“ успешный, уже вопросов не вызывает».— 

## Награды и номинации
- 27 декабря 2011 года газета «Комсомольская правда» присудила сериалу третье место в списке «Лучших сериалов-2011»[15].
- 6 января 2012 года Татьяна Васильева за роль Галины Васильевны Смирновой была названа исполнительницей «Лучшей женской роли в художественном фильме / телесериале», а Игорь Юртаев за роль Романа Павленко был назван исполнителем «Лучшей мужской роли в художественном фильме / телесериале» в номинациях «Киноитоги 2011 года. Лица», по итогам зрительского голосования на сайте радиостанции «Эхо Москвы»[16].
- 28 января 2012 года сериал стал обладателем Ежегодной российской кинопремии в жанре ужасов «Капля-2011» в номинации «Лучший отечественный хоррор-сериал года»[17].
- Премия «ТЭФИ 2011» — в номинации «Продюсер телевизионного фильма/сериала» (получили Вячеслав Муругов, Александр Акопов, Наталия Шнейдерова и Татьяна Беличенко)[18].
- Номинация на III ежегодной российской кинопремии в жанре ужасов «Капля-2012» в номинации «Лучший отечественный хоррор года»[19].
- Специальную награду премии «Капля-2012» в номинации «За вклад в развитие жанра» получили Анна Скиданова и Павел Прилучный за свои роли в сериале «Закрытая школа».
- 31 марта 2014 года сериал стал обладателем Ежегодной премии телеканала Nickelodeon Kids' Choice Awards-2014 в номинации «Любимый российский телесериал»[20].

## Саундтрек
В сериале использована музыка группы Marakesh: альбомы «M» (2008) и Taste me (2010), а также композиции группы Franky. Инструментальную музыку для сериала написали: Марк Эрман, Денис Новиков, Алексей Левин, Роман Рупышев, Наталья Некрасова и Антон Новосельцев.
| Исполнитель       | Название композиции                                                               |
| ----------------- | --------------------------------------------------------------------------------- |
| Marakesh          | Осколки (альбом «M»)                                                              |
| Franky            | Just Run Away — саундтрек второго сезона                                          |
| Franky            | Hysteria — саундтрек третьего и четвёртого сезона                                 |
| Franky            | Fakeless — саундтрек четвёртого сезона (звучит в самом конце сериала и не только) |
| Franky            | Touch Me                                                                          |
|                   | Cracked                                                                           |
| Marakesh          | Не любовь (альбом «M»)                                                            |
|                   | Ты и я (альбом «M»)                                                               |
|                   | Разбивая гитары и сердца (альбом «M»)                                             |
|                   | Хорошие парни плохие девчонки (альбом «M»)                                        |
|                   | Не иначе (альбом «M»)                                                             |
|                   | Больше нет (альбом «M»)                                                           |
|                   | Без тебя (альбом «M»)                                                             |
|                   | Контроль (альбом «M»)                                                             |
|                   | Никто не вспомнит (альбом «M»)                                                    |
|                   | Ядвига Юсьлегко (рок-версия) (альбом «M»)                                         |
|                   | Tours (альбом «Taste me»)                                                         |
|                   | Can You Feel Me? (альбом «Taste me»)                                              |
|                   | Oh Girls (альбом «Taste me»)                                                      |
|                   | Taste Me (альбом «Taste me»)                                                      |
|                   | Together (альбом «Taste me»)                                                      |
| Марк Эрман        | Sorrow                                                                            |
|                   | Eternidat                                                                         |
|                   | Molitva                                                                           |
|                   | Angel Morocco                                                                     |
|                   | The World of Mirrors                                                              |
|                   | Old Feeling                                                                       |
| Евгений Арсентьев | Morning Sunrise                                                                   |
|                   | Time After You                                                                    |
| Денис Новиков     | Five Orphans                                                                      |
|                   | The Sonny                                                                         |
| Алексей Левин     | Dead in Car                                                                       |
| Антон Новосельцев | A Lot of Secrets                                                                  |
|                   | Hunt Begins                                                                       |
|                   | The Evil Theme                                                                    |
|                   | The Evil Theme — 2                                                                |
|                   | Roma the Traidor                                                                  |
|                   | Accord Deas Ring                                                                  |
|                   | Crime and Punishment                                                              |
|                   | Expose and Fight                                                                  |
|                   | Fight to the Dead                                                                 |
|                   | Long-Awaited Meeting                                                              |
|                   | Special Operation                                                                 |
|                   | The Dangerous                                                                     |
|                   | The Escape Theme                                                                  |
|                   | The Final Invation                                                                |
|                   | The Mystical Rite                                                                 |
|                   | To the Side of Good                                                               |
|                   | Wishing Ponder                                                                    |
| Malina            | Позови — 7 (111)-я и 21 (125)-я серии 4 сезона                                    |

## Сериал о сериале
С 3 сентября по 24 октября 2012 года на официальном портале «СТС Медиа» Видеоморе.ру выходил 11-серийный сериал «Перемена», рассказывающий о том, как снимается «Закрытая школа» изнутри. Видео на портале доступно только для жителей России.
| №  | Дата выхода серии | Название           |
| -- | ----------------- | ------------------ |
| 1  | 3 сентября 2012   | Усадьба            |
| 2  | 5 сентября 2012   | Грим               |
| 3  | 7 сентября 2012   | Декорации          |
| 4  | 12 сентября 2012  | Новые лица         |
| 5  | 13 сентября 2012  | Подземелье         |
| 6  | 15 сентября 2012  | Трюки              |
| 7  | 18 сентября 2012  | Реквизит           |
| 8  | 20 сентября 2012  | Съёмочный день     |
| 9  | 21 сентября 2012  | Звук и музыка      |
| 10 | 22 октября 2012   | Порядок беспорядка |
| 11 | 24 октября 2012   | Создатели          |

## Полнометражный фильм
2 октября 2012 года Вячеслав Муругов, генеральный директор канала СТС и генеральный продюсер сериала, сообщил о том, что планируется снять полнометражный фильм «Закрытая школа».
13 марта 2013 года стало известно, что режиссёр Олег Асадулин, который снял два первых сезона сериала, приступил к работе над сценарием полнометражного фильма. Съёмки были запланированы на 2014 год.
24 ноября 2013 года Вячеслав Муругов в своём микроблоге в Твиттере сообщил о фильме следующее:

«Попытки предпринимаются написать сценарий, но пока безрезультатно».— 
22 декабря 2013 года Вячеслав Муругов в эфире радиостанции «Эхо Москвы» прояснил ситуацию вокруг полнометражного фильма:

«Действительно, идея такая была сделать, в общем, фильм по мотивам сериала… во всём мире такая практика существует, и мы по этому же пути хотели пойти с компанией Амедиа и сделать „Закрытую школу“, и мяч, как бы, на их стороне… Я в целом не против, и мы говорили с Александром Завеновичем (президентом Амедиа — прим.). Но здесь должен появиться… сценарий, который всех удовлетворит прежде всего канал, и в общем, эта тема в какой-то мере не закрыта».— 
В марте 2017 года стало известно о том, что обсуждается возможность съёмок полнометражного фильма по телесериалу. Однако съёмки фильма так и не состоялись.

## Сопутствующая продукция

### DVD
В России и странах СНГ сериал «Закрытая школа» лицензионно издаётся на DVD с 8 ноября 2011 года компанией «Мистерия звука». Сериал выпускается в двух видах: по 10 серий в упаковке и по 20 серий в упаковке из двух DVD. Пока на DVD официально выпущены весь первый сезон (серии 1—20) и половина второго сезона (серии 21—40). Ведутся переговоры о выпуске оставшихся серий.

### Журнал
17 октября 2011 года во все газетные киоски России в продажу поступил первый выпуск журнала «Закрытая школа». Спецвыпуск журнала был выпущен немного ранее бесплатным приложением к журналу Oops! № 10 за октябрь 2011 года.
Журнал «Закрытая школа» выходит каждые две недели. Тираж его с первого по восьмой номер составлял 122 000 экземпляров, с девятого номера тираж был снижен до 102 000 экземпляров. 
Всего планировалось выпустить 20 выпусков. Однако 16 номер, поступивший в продажу 31 мая 2012 года, стал последним. Это был специальный фото-номер.

### Серия книг
17 сентября 2012 года издательство «Эксмо» выпустило первую книгу серии «Закрытая школа» под названием «Начало», автор Екатерина Неволина. Книга написана по мотивам первого сезона телесериала. Первоначальный тираж книги составил 10 000 экземпляров. 14 ноября 2012 года был выпущен дополнительный тираж книги, который составил 4000 экземпляров. А 14 декабря 2012 года был выпущен ещё один дополнительный тираж, который составил 5000 экземпляров.
17 января 2013 года издательство «Эксмо» выпустило вторую книгу серии «Закрытая школа» под названием «Сопротивление», автор: Ирина Щеглова. Тираж книги составил 15 000 экземпляров.
18 июня 2013 года издательство «Эксмо» выпустило третью книгу серии «Закрытая школа» под названием «Противостояние», автор: Ольга Заровнятных. Тираж книги составил 7000 экземпляров. 14 августа 2013 года был выпущен дополнительный тираж книги, который составил 4000 экземпляров.
22 августа 2013 года издательство «Эксмо» выпустило четвёртую книгу серии «Закрытая школа» под названием «Выпускной», автор: Ольга Заровнятных. Тираж книги составил 8000 экземпляров.
Всего книг 4, по количеству сезонов сериала.